# ダチア・サンデロ
ダチア・サンデロ (Dacia Sandero) は、ルノー傘下のルーマニアの自動車メーカー、ダチアが製造・販売する小型ハッチバックである。ダチア・ロガンのハッチバック版であり、ロシア、南アフリカ、南米市場ではルノー・サンデロとして販売される。
本記事では、そのクロスオーバー版であるダチア・サンデロステップウェイ (Dacia Sandero Stepway) およびルノー・サンデロステップウェイについても解説する。

## 初代 B90型 (2008年 - 2012年)
ロガンと同じB0プラットフォームをベースに開発された小型ハッチバックで、ロガンに比べるとホイールベースが短くなっている。フランス・パリ近郊のルノー・テクノセンターで、ブラジルとルーマニアの地域エンジニアリングセンターと共同で開発された。
発表は2007年9月のフランクフルトモーターショー。正式な市場デビューは同年12月のブラジルで、これはルノー初の欧州外市場デビューとなった。その後、2008年3月のジュネーブモーターショーでダチアブランドとして発表された後、欧州で発売された。
ルノーブランド版は2009年2月から南アフリカのプレトリア工場で、同年12月にロシアのモスクワ工場で生産され、そこから他の南米諸国に輸出もされている。ダチアブランドでの販売はヨーロッパにおいて2008年6月3日から行われ、ルーマニアのピテシュティにて生産される。その他にコロンビアのエンヴィガード、モロッコのカサブランカ、ブラジルのサン・ジョゼ・ドス・ピニャイスでも生産される。
ダチアブランドは南米諸国においての認知度がかなり低いため、南米諸国では既にブランドを確立しているルノーブランドでの投入となった。ダチア版とルノー版との違いはエンジンやフロントグリルなどごく小規模に留まる。
2011年5月、ブラジルにおいてルノー・サンデロおよびサンデロ・ステップウェイのフェイスリフト版が発表された。コロンビアでは、2012年初頭にマイナーチェンジモデルが公開されたが、ドアロックの位置や助手席エアバッグの位置など、他のバージョンとの違いがいくつかある。

### 安全性
パッシブセーフティの面では、サンデロはヨーロッパの規制の要件を満たすように設計されている。装備レベルに応じて、サンデロには最大4つのエアバッグが装備されている。アクティブセーフティの面では、サンデロはEBDとEBA（緊急ブレーキアシスト）を組み込んだ最新世代のBosch 8.1 ABSを搭載している。

#### ユーロNCAP
2008年のユーロNCAPは、サンデロに基本レベルの安全装備を装備し、一部のバリエーションに標準装備され、他のバリエーションにオプション設定される「セーフティパック」を装備した車両を衝突テストした。前席シートベルトロードリミッター、運転席フロントエアバッグ、助手席フロントエアバッグを装備した基本レベルのサンデロの衝突試験では、大人が3つ星、子供乗員が4つ星、歩行者が1つ星を獲得した。
- 成人乗員：, スコア 25
- 子供乗員：, スコア 38
- 歩行者：, スコア 6

ユーロNCAPの2008年テストでは、サイドボディエアバッグとヘッドエアバッグ、フロントシートベルトプリテンショナーを装備した「セーフティパック」モデルで、大人31点、子供用38点、歩行者用6点を獲得し、大人と子供を乗せた人は5つ星から4点を獲得した。
- 成人乗員：, スコア 31
- 幼児乗員：, スコア 38
- 歩行者：, スコア 6

#### ラテンNCAP
2012年、エアバッグのない最もベーシックな南米市場仕様のサンデロは、ラテンNCAPから成人乗員で1つ星、幼児乗員で2つ星を獲得した。

### エンジン
| 名前    | コード        | 排気量   | 出力           | 0–100 km/h 加速 | 最高速度           | 複合消費量                |
| ------- | ------------- | -------- | -------------- | --------------- | ------------------ | ------------------------- |
| 1.0 16v | D4D Hi-Flex   | 999 cc   | 77 hp (57 kW)  | 14.1 s          | 161 km/h (100 mph) | (ガス/エタノール)         |
| 1.2 16v | D4F 732       | 1,149 cc | 75 hp (55 kW)  | 13.6 s          | 161 km/h (100 mph) | 5.9 L/100 km              |
| 1.4 8v  | K7J 710       | 1,390 cc | 75 hp (55 kW)  | 13.0 s          | 161 km/h (100 mph) | 6.9 L/100 km              |
| 1.4 8v  | K7J LPG       | 1,390 cc | 72 hp (53 kW)  | 13.0 s          | 161 km/h (100 mph) | 9.2 L/100 km              |
| 1.6 8v  | K7M 800       | 1,598 cc | 85 hp (63 kW)  | 12.9 s          | 169 km/h (105 mph) | 6.7 L/100 km              |
| 1.6 8v  | K7M Hi-Torque | 1,598 cc | 95 hp (70 kW)  | 11.7 s          | 174 km/h (108 mph) | (ガス/エタノール)         |
| 1.6 16v | K4M 696       | 1,598 cc | 105 hp (77 kW) | 11.3 s          | 181 km/h (112 mph) | 6.8 L/100 km              |
| 1.6 16v | K4M Hi-Flex   | 1,598 cc | 112 hp (82 kW) | 10.8 s          | 195 km/h (121 mph) | 9.3 L/100 km (エタノール) |
| 1.5 dCi | K9K 892       | 1,461 cc | 75 hp (55 kW)  | 15.0 s          | 157 km/h (98 mph)  | 4.5 L/100 km              |
| 1.5 dCi | K9K 892       | 1,461 cc | 90 hp (66 kW)  | 13.0 s          | 167 km/h (104 mph) | 4.6 L/100 km              |

### サンデロステップウェイ
2008年10月にはブラジルにおいてサンデロ・ステップウェイが設定された。ステップウェイは、サンデロをベースにクロスオーバーSUV風に仕立てたモデルである。バイオエタノール対応の1.0 Lおよび1.6 L 16バルブエンジンを搭載し、ブラジル、コロンビア、アルゼンチン、メキシコで販売される。
2009年5月7日のバルセロナ国際モーターショーでダチアブランドで発表された欧州仕様車は、欧州のほとんどの市場で販売されていた。ダチア版は、排気量1.6 Lで90馬力（66kW）のガソリンエンジン、または1.5dCiの70馬力（51kW）のディーゼルエンジンを搭載している。
前輪駆動車のみが販売されていたが、2010年にピテシュティ大学によって4WDのプロトタイプが製作された。

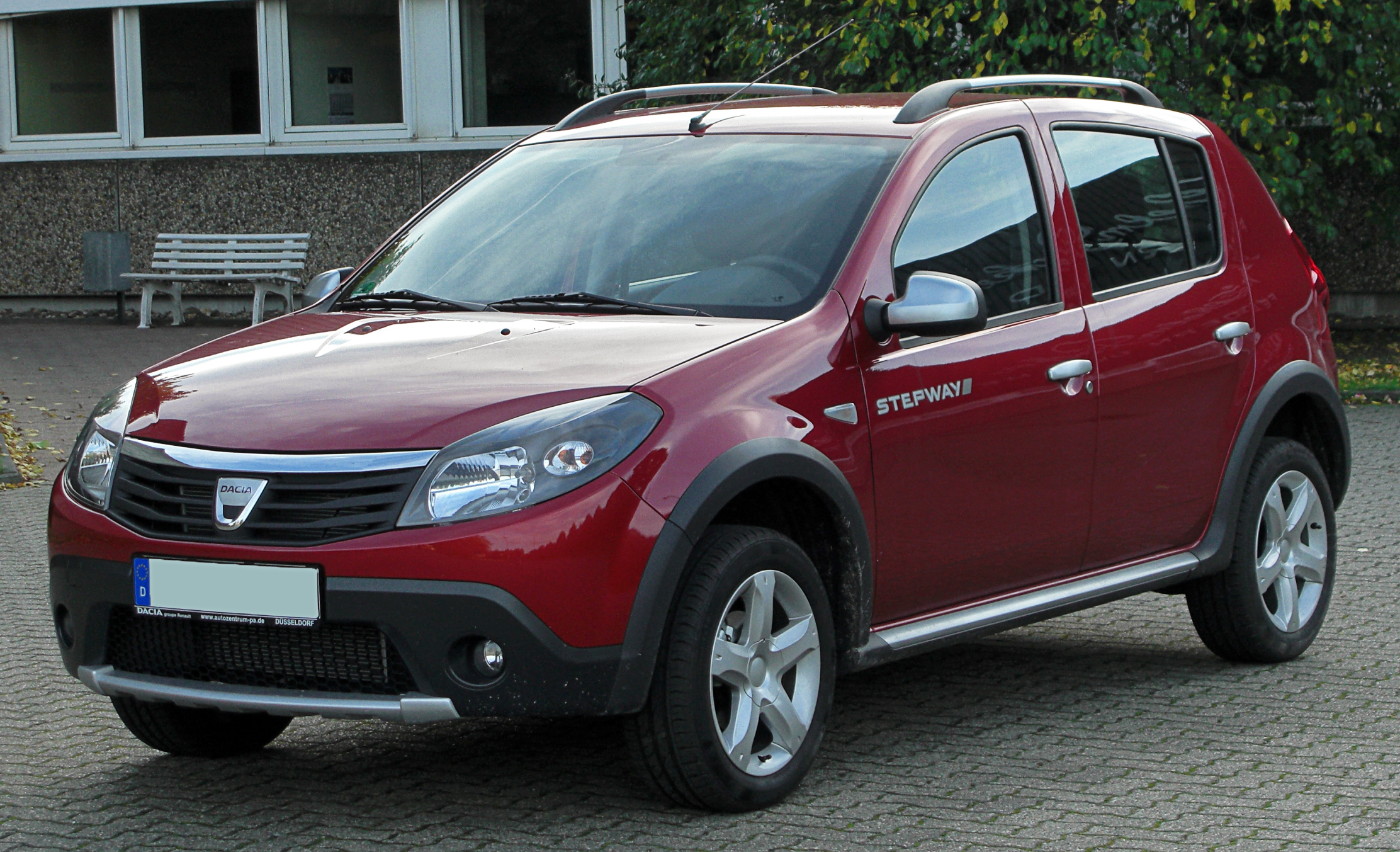
ダチア・サンデロステップウェイ フロント
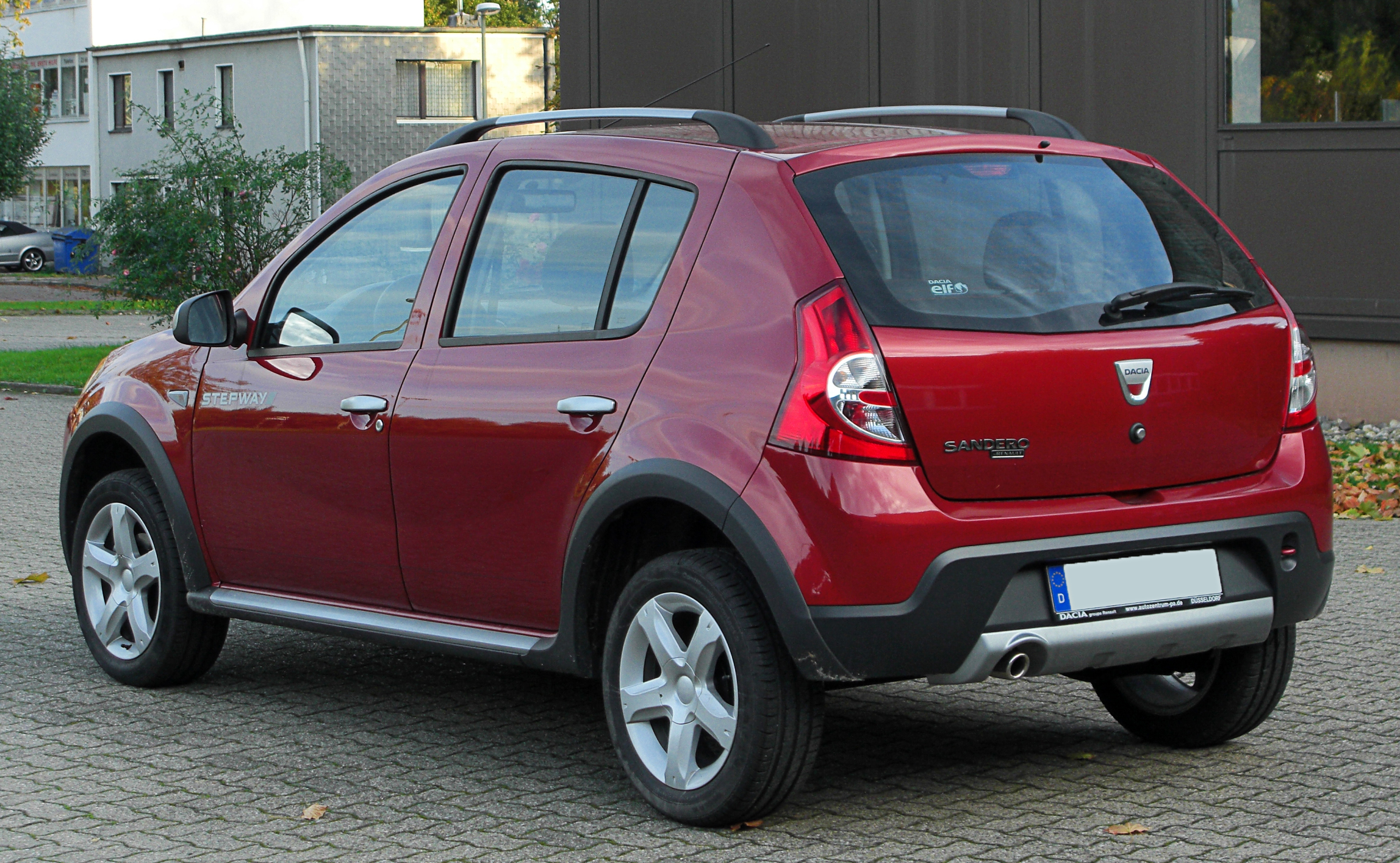
ダチア・サンデロステップウェイ リア
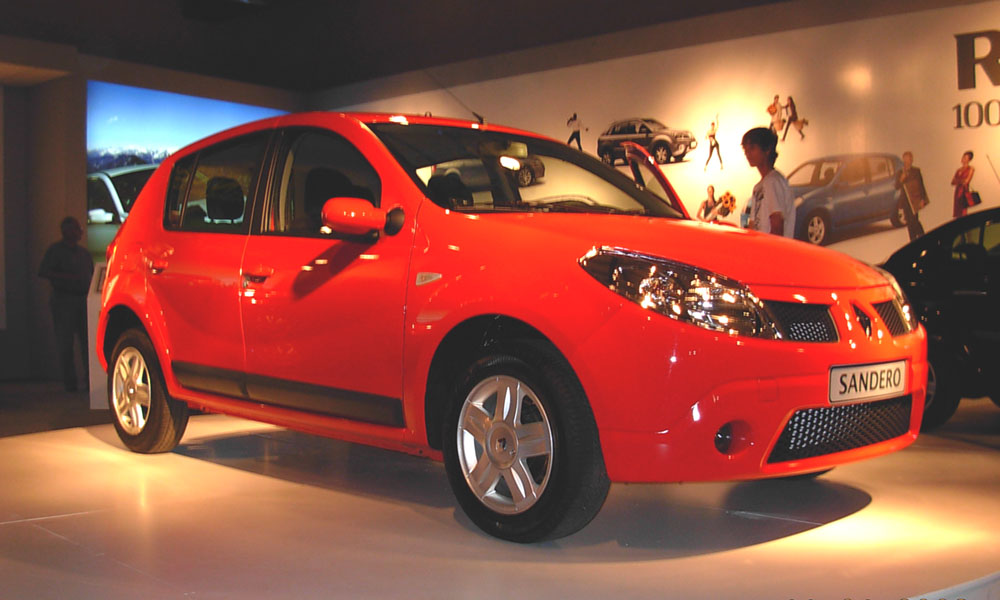
ルノー・サンデロ（前期）
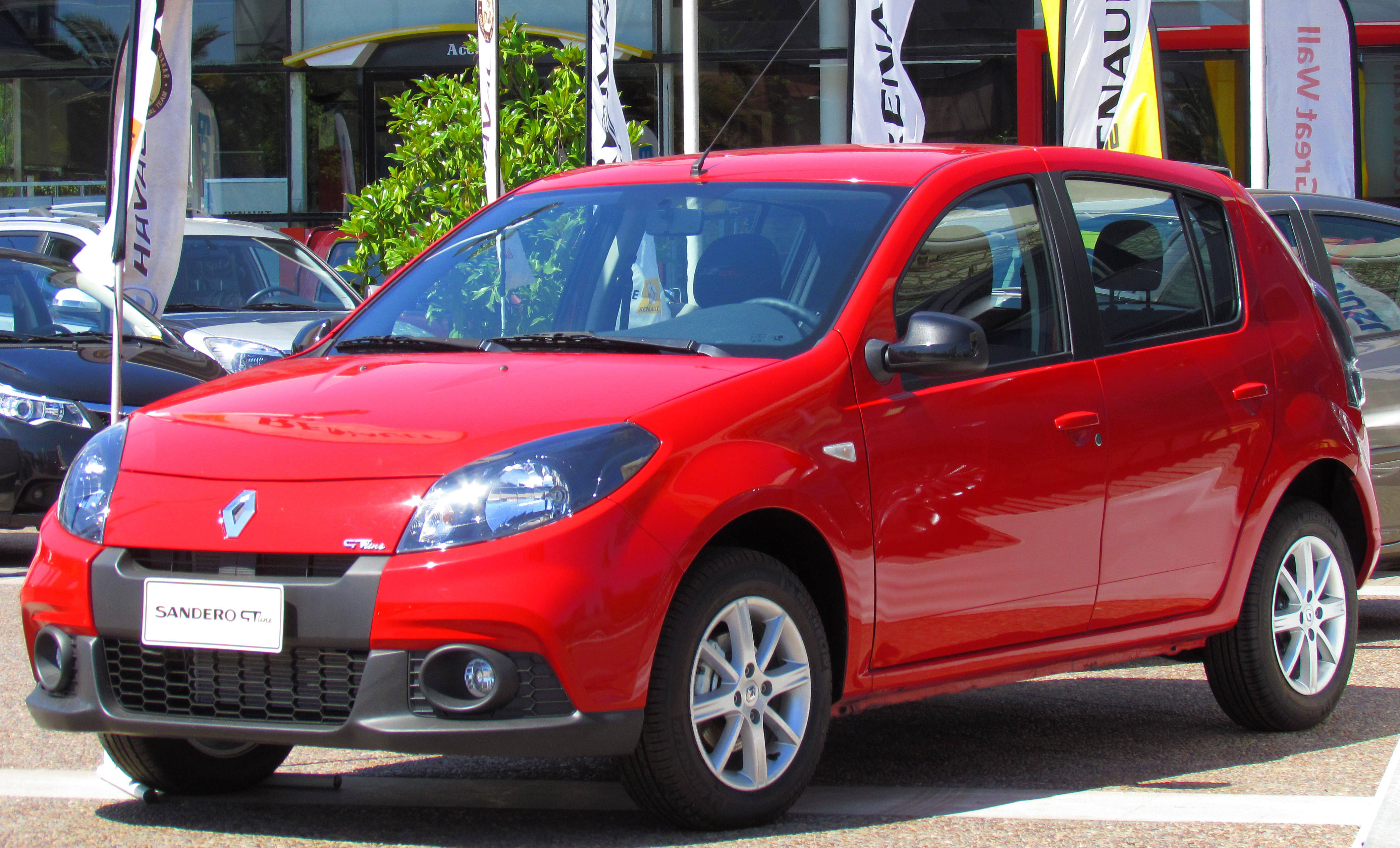
ルノー・サンデロ（後期）
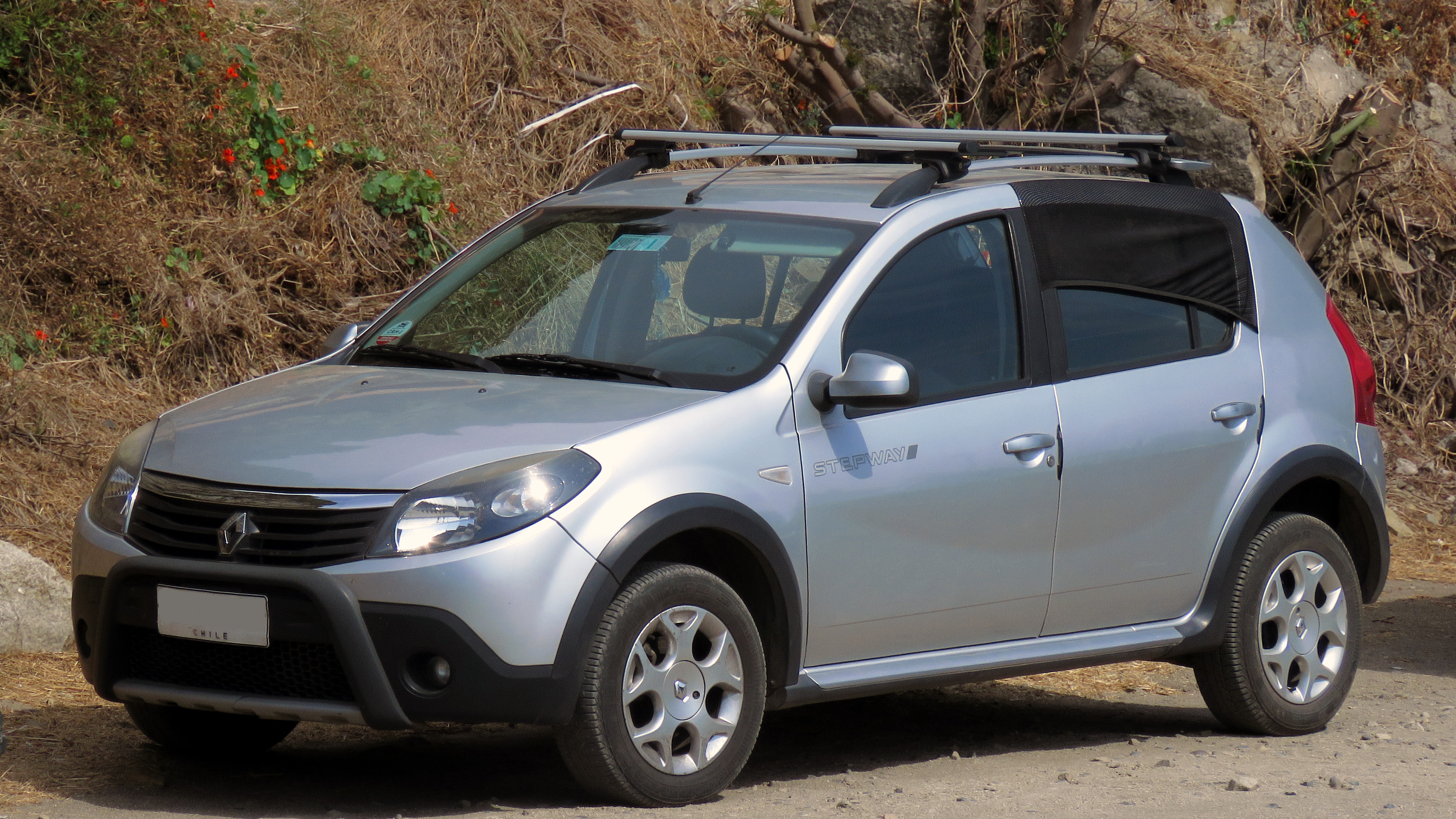
ルノー・サンデロステップウェイ（前期）
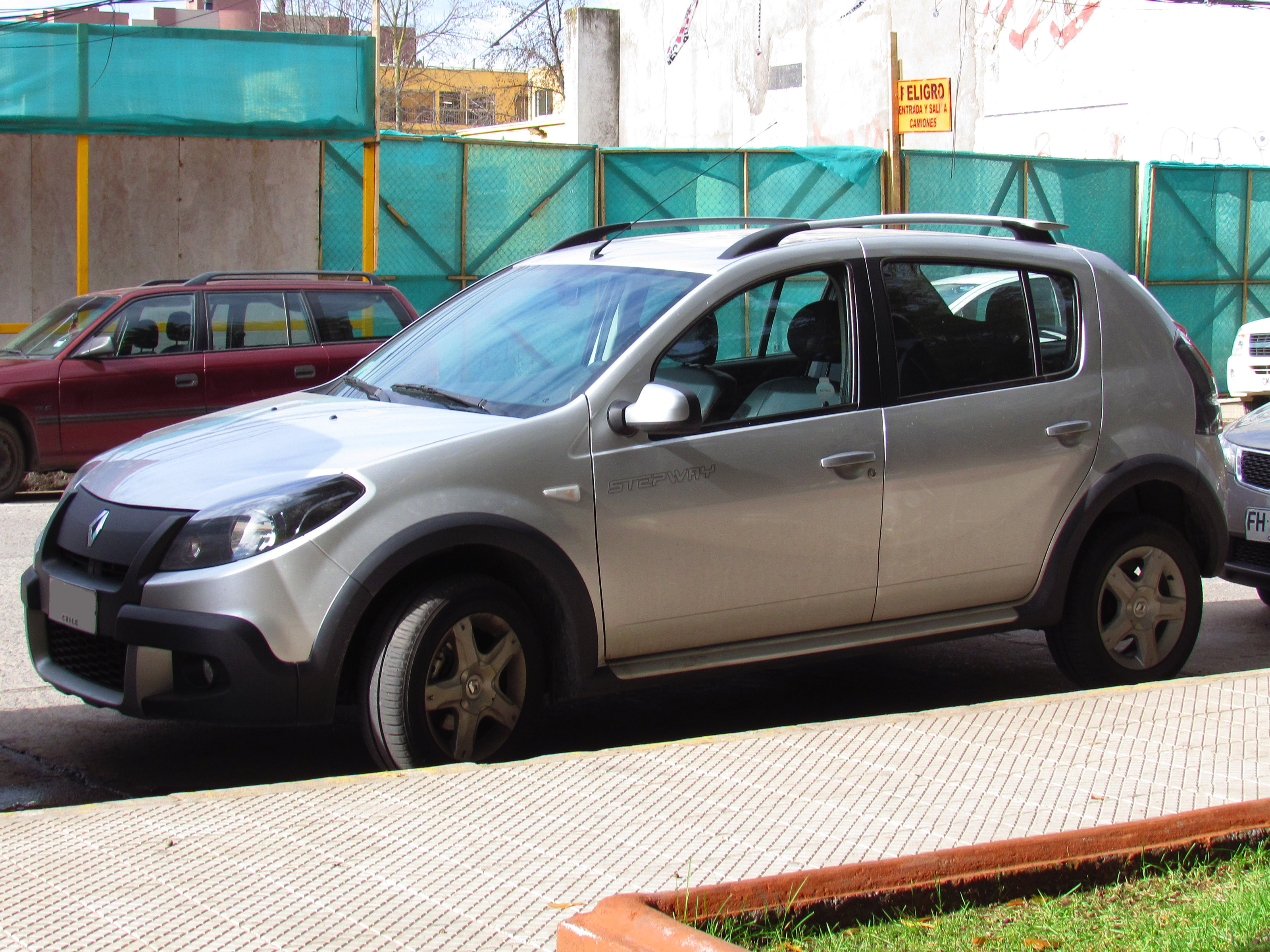
ルノー・サンデロステップウェイ（後期）

## 2代目 B52型 (2012年 - )
2012年9月のパリ・モーターショーにてステップウェイ仕様と共に発表。ルーマニアでは翌月から注文が受付られ、この2代目からは右ハンドルのイギリス市場にも投入された（2013年以降）。イギリスでの価格は5995ポンドで、競合車種よりも安い価格設定となっているが、ヨーロッパ以外の地域では高級車としての位置付けでルノーブランドで販売されている。低価格の理由は、先代と同じくプラットフォームを含めてダチア・ロガンと部品の8割を共有しているためである。
このサンデロは42,841台を販売し、2013年にフランスでの販売台数でルノー・メガーヌ3 に次ぐ6位に達し、成功を収めた。2014年には計351,126台、内ルノーブランドが182,071台、ダチアブランドが169,055 台生産された。
2014年6月、ブラジルで新型ルノー・サンデロとして発売され、南米市場向けにも生産されている。ロシアでの販売は2014年9月に開始され、サンデロは現地のアフトヴァース工場で組み立てられた。
現在のモデル（2012年から生産）は、キプロス、南アフリカなどの右ハンドル市場向けにルーマニアのミオヴェニ（ピテスティ近郊）で生産されている（ルノー・サンデロとして）。また、当初からルノー・アルジェリアによってアルジェリアでも生産されている。 2016年にアルジェリア市場向けにステップウェイが販売された。
標準装備としては
- 運転席・助手席エアバッグ
- フロントサイドエアバッグ
- ABS/EBA（エマージェンシーブレーキアシスト）
- ESC（エレクトリックスタビリティコントロール）
- ASR（トラクションコントロール）
- タイヤ空気圧モニター
- ISOFIXチャイルドシート固定ポイント（リアシート）

がある。

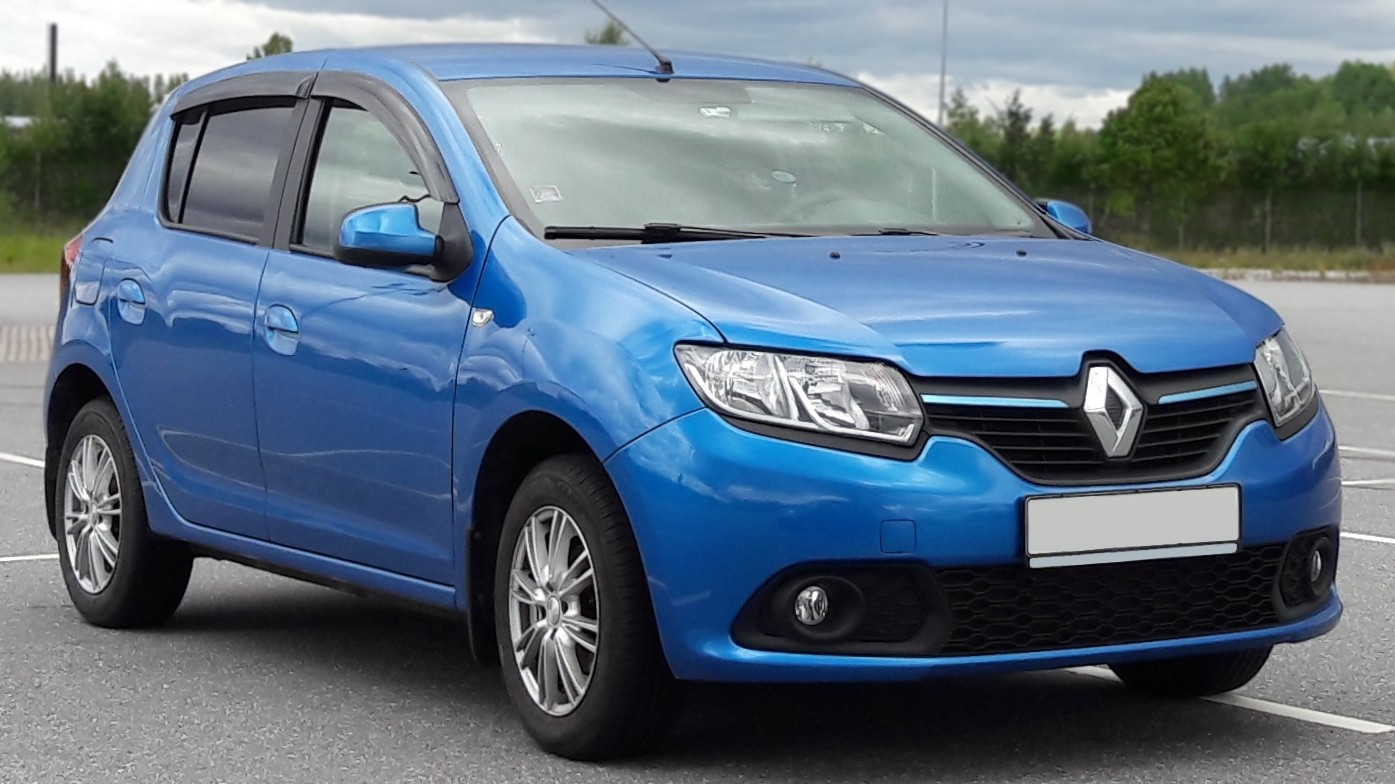
ルノー・サンデロ (ロシア仕様, フェイスリフト前(フロント))
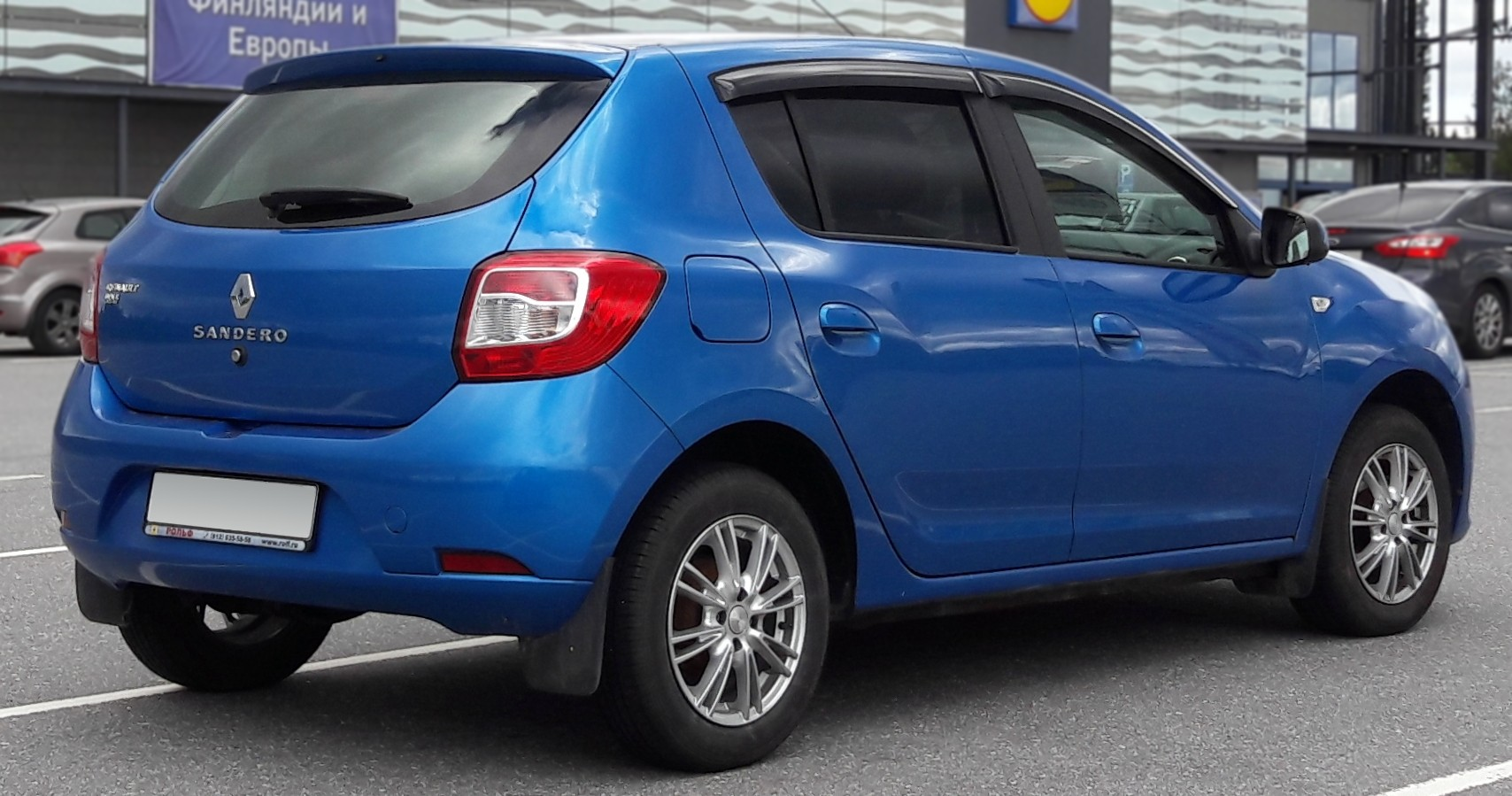
ルノー・サンデロ (ロシア仕様, フェイスリフト前(リア))

### ステップウェイ
クロスオーバー版である「ステップウェイ」の特徴は、高めの車高、グレーのプラスチック製サイドスカート、オーバーフェンダー、クロスオーバー風のバンパーである。ラテンアメリカ市場向けには、ダチアブランドとルノーブランドの両方で販売されていた。 2020年からステップウェイはラテンアメリカ市場ではサンデロとは別モデルとして販売される。

#### ダチア

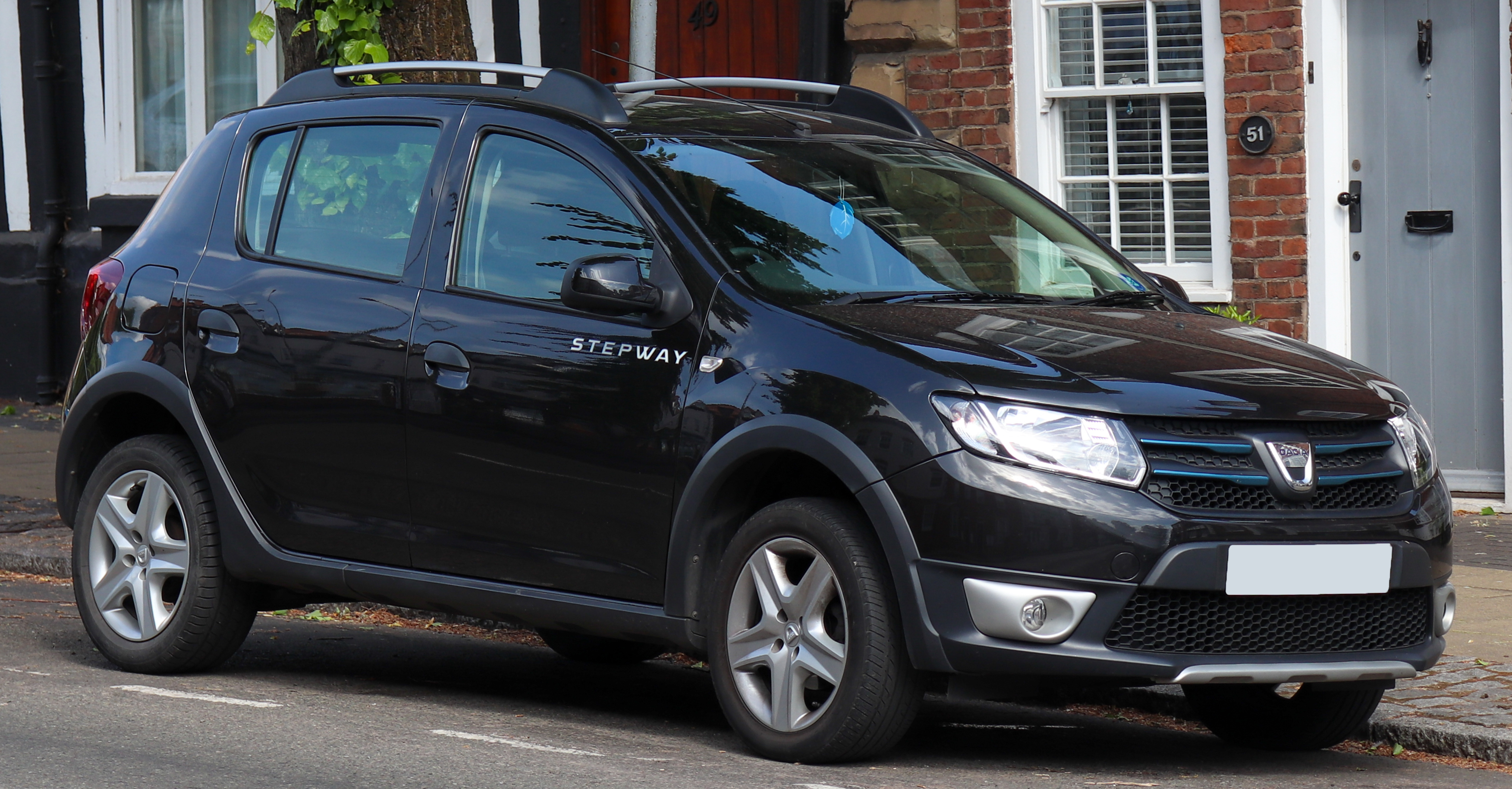
ダチア・サンデロステップウェイ (フェイスリフト前・フロント)
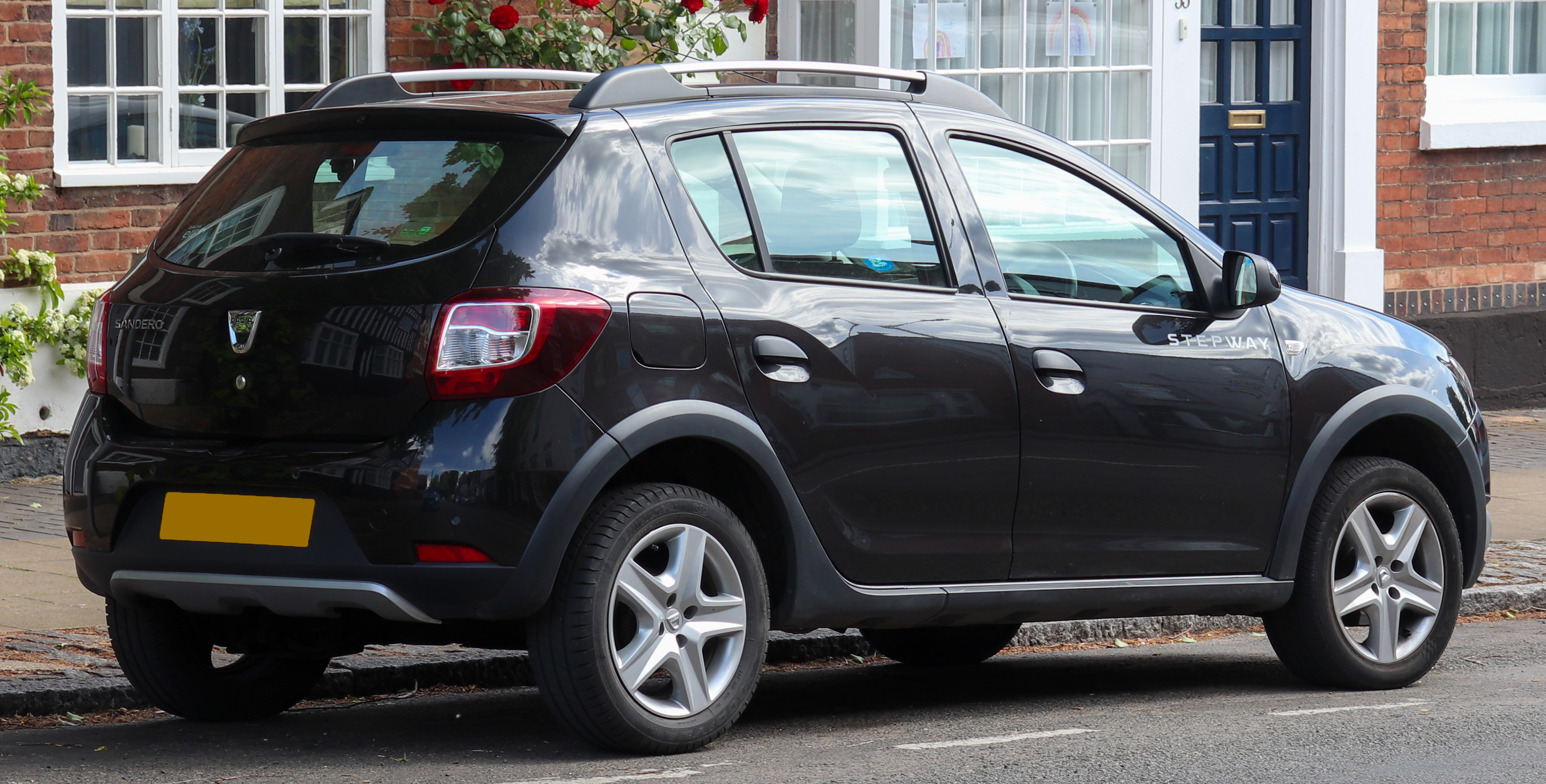
ダチア・サンデロステップウェイ (フェイスリフト前・リア)
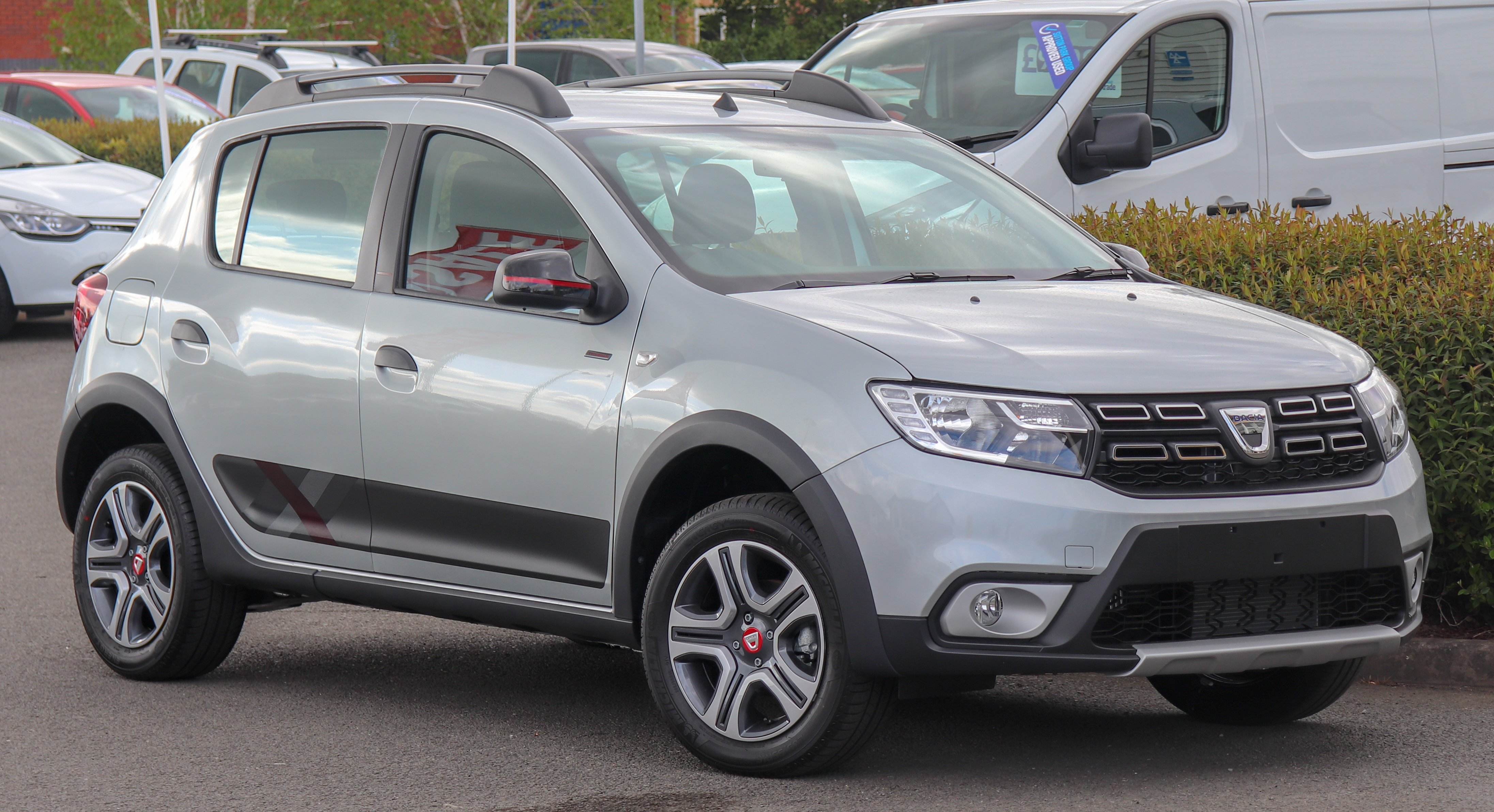
ダチア・サンデロステップウェイ (2017年改良型・フロント)
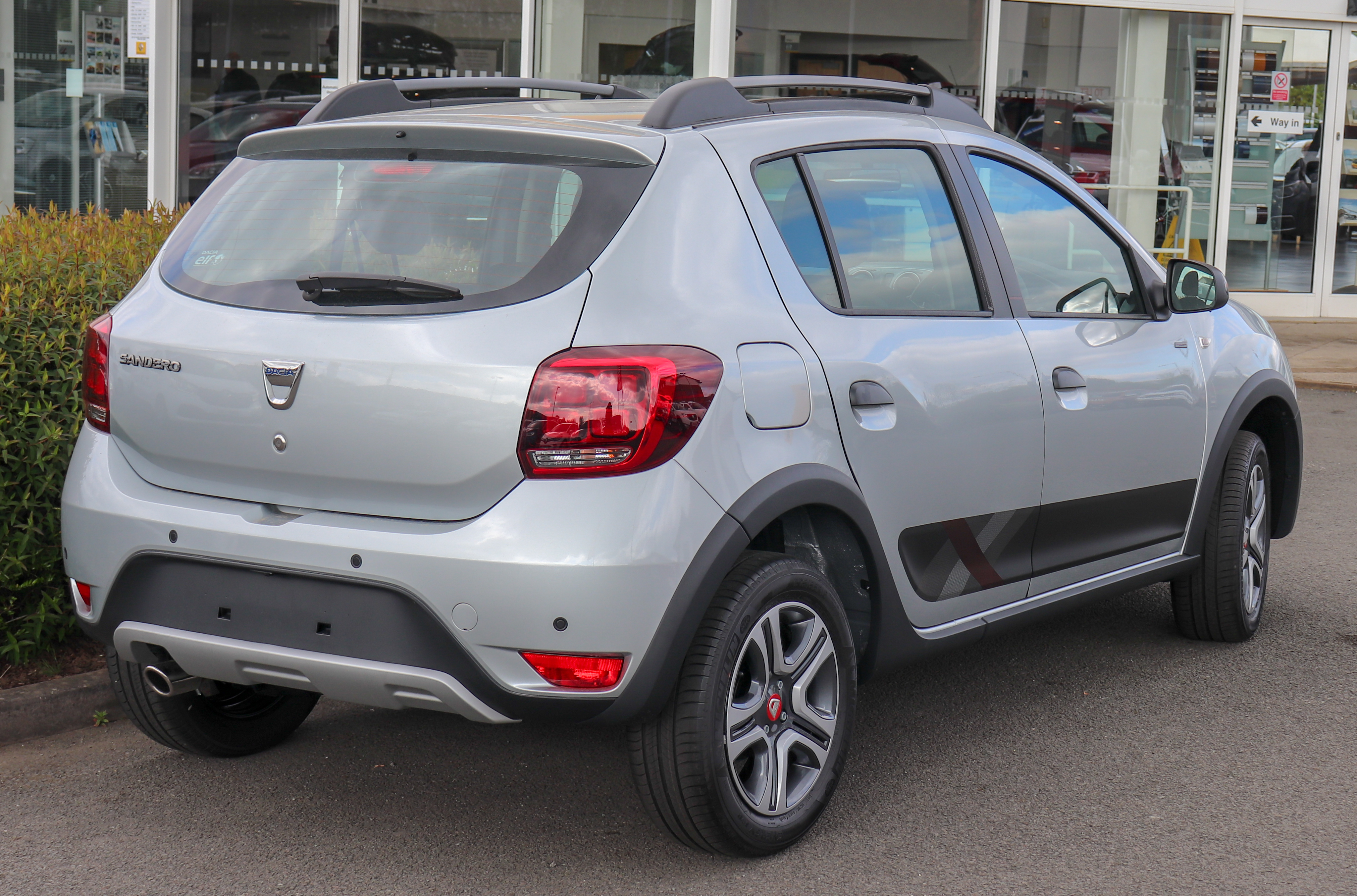
ダチア・サンデロステップウェイ (2017年改良型・リア)
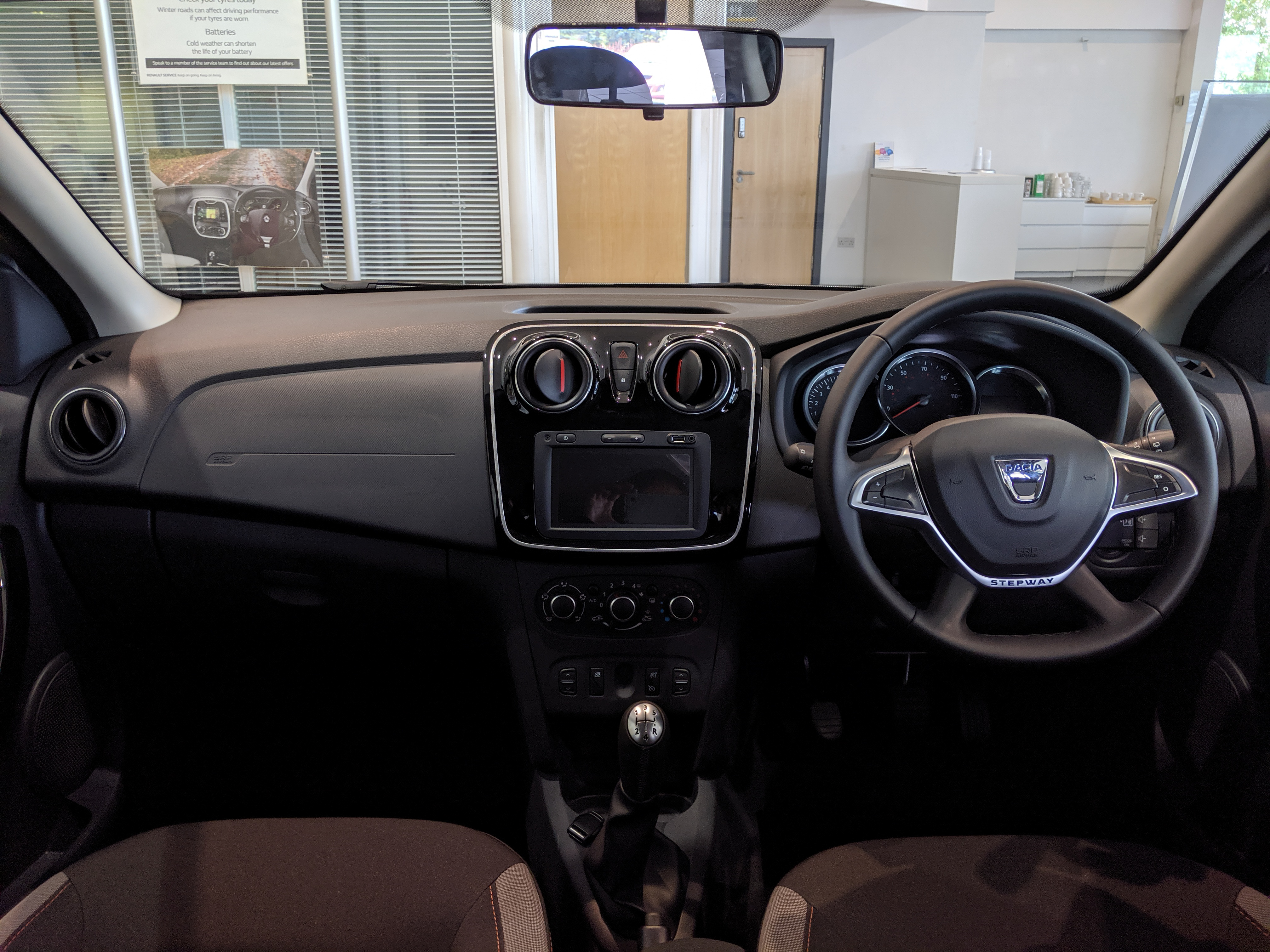
インテリア

#### ルノー

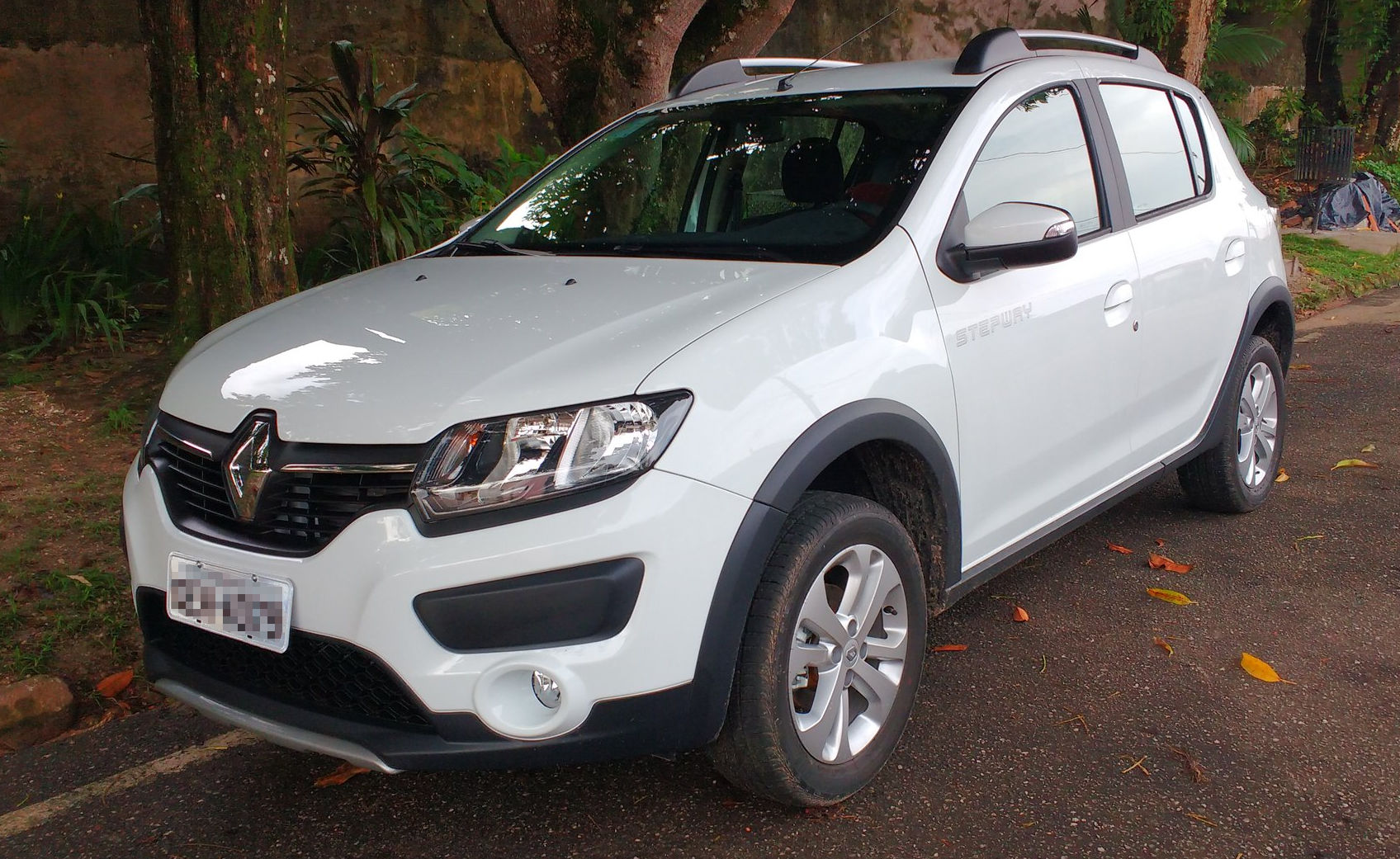
ルノー・サンデロステップウェイ (ブラジル仕様, 2017年改良型・フロント)
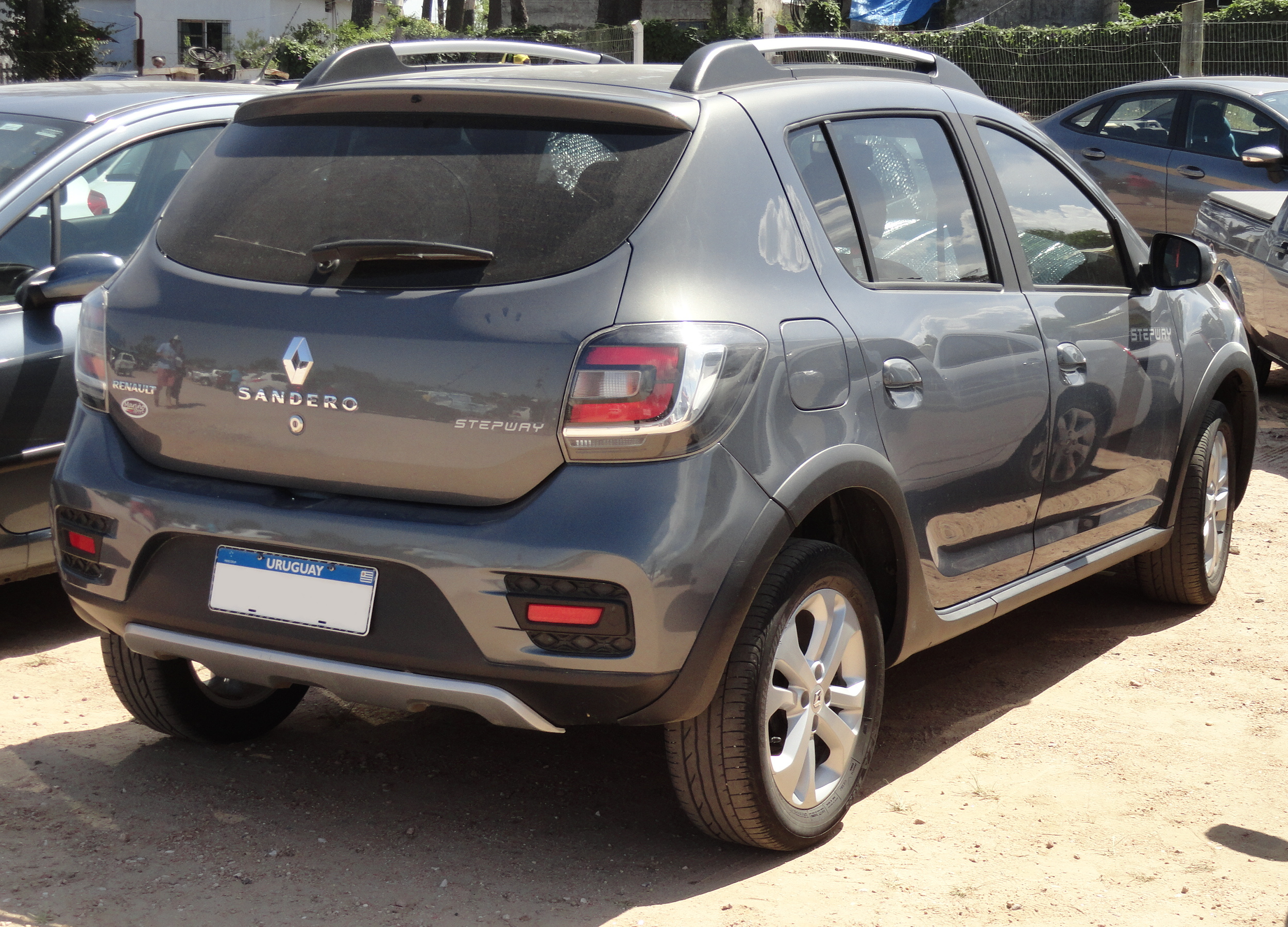
ルノー・サンデロステップウェイ (ブラジル仕様, 2017年改良型・リア)
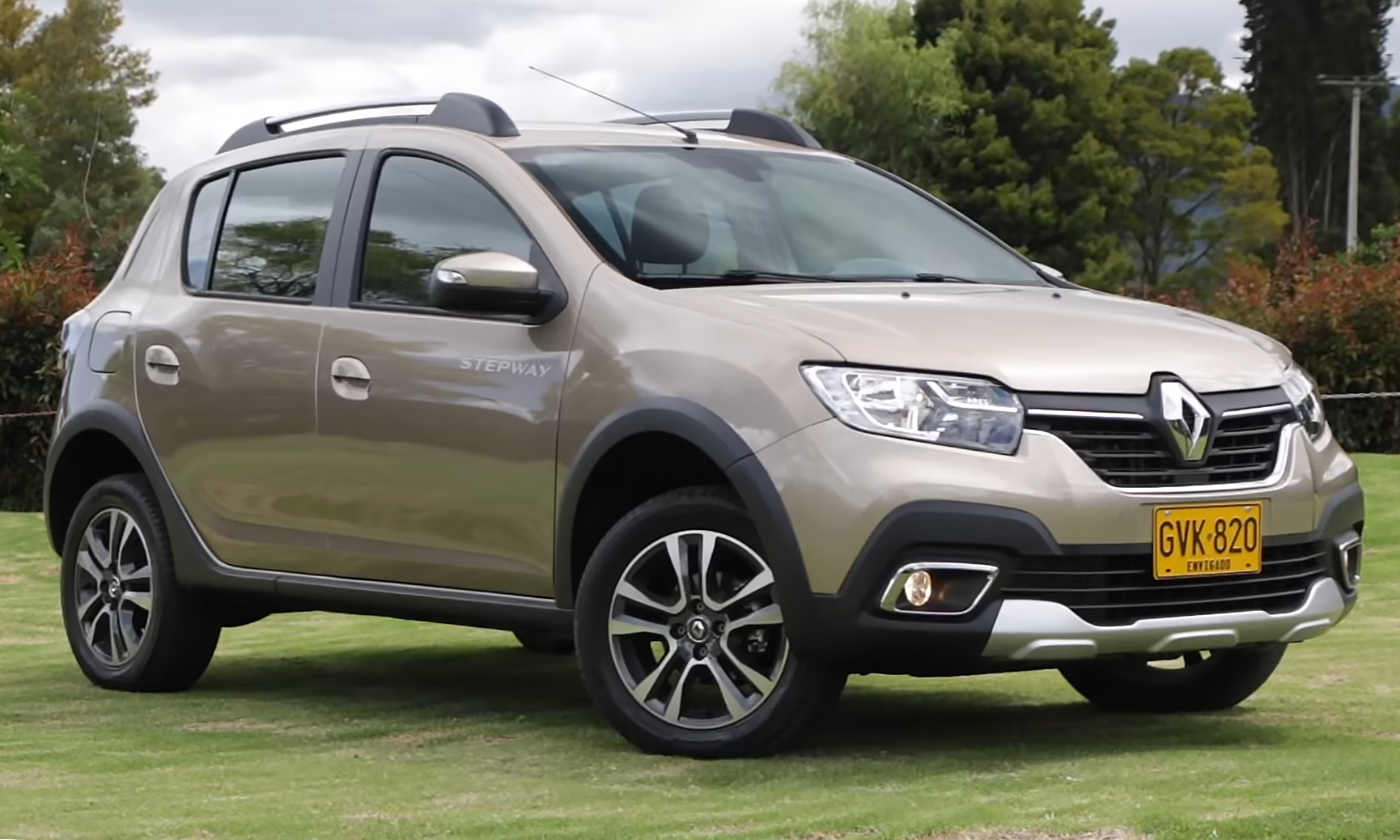
ルノー・サンデロステップウェイ (ラテンアメリカ仕様, 2019年改良型・フロント)
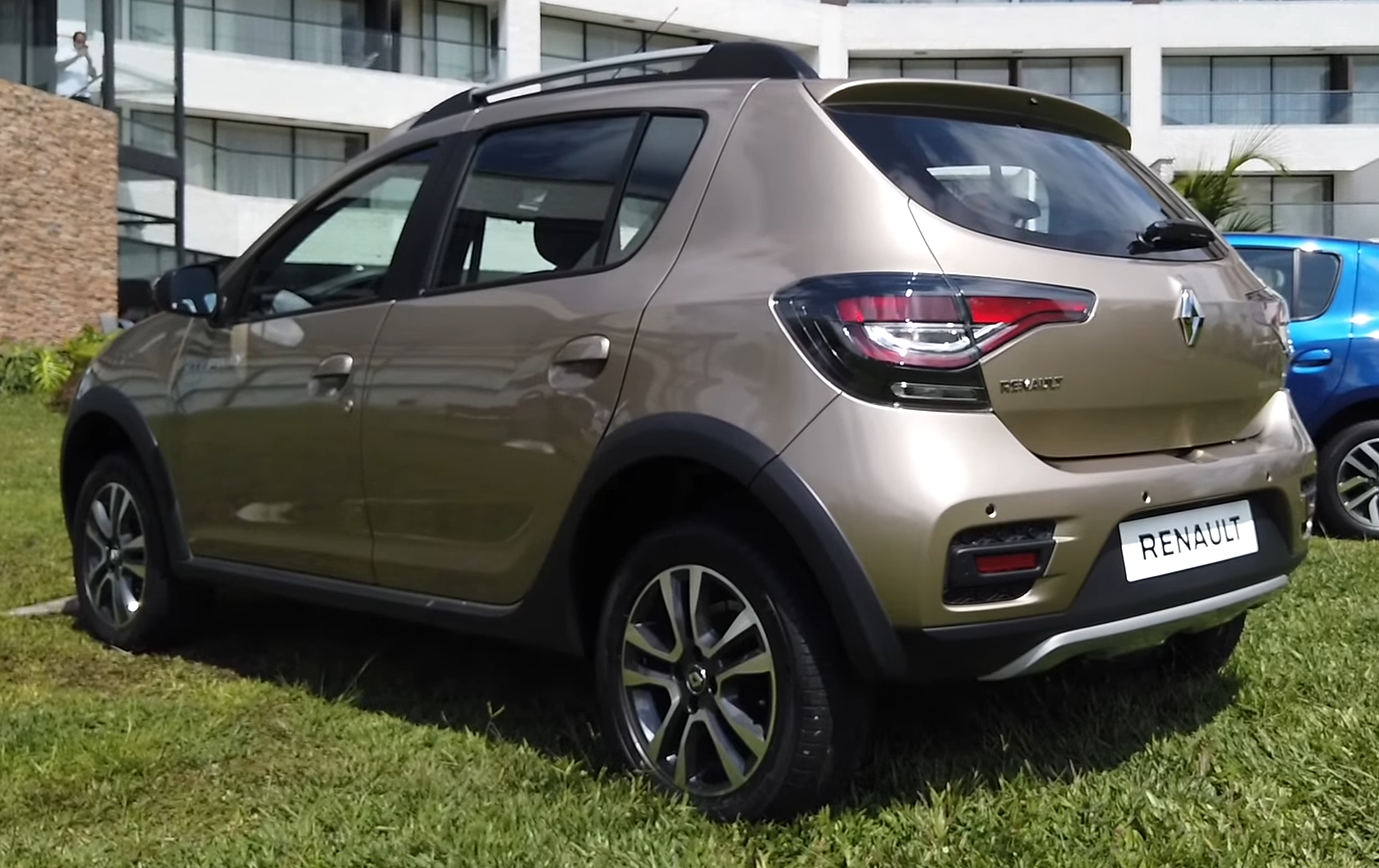
ルノー・サンデロステップウェイ (ラテンアメリカ仕様, 2019年改良型・リア)

### サンデロR.S. 2.0
2014年8月、ルノー・スポールのCEOであるパトリス・ラッティはオートカー誌に対し、ホットハッチであるR.S.サンデロは、2015年初頭から中頃には開発中であり、開発ミュール（テスト車両）が発見された。 150 馬力（110 kW）を発揮する排気量2.0L 16バルブ エンジン「F4R」型を使用し、0 - 100 km/h加速は8.0 秒である。最高速度は202km/h（126mph）に達する。
フランス国外で製造された最初のルノー・スポール車であり、2015年9月にブラジルで発売される。 通常型との差異は、ノーマル、スポーツ、スポーツ+の3種類のECU制御、ABS付き四輪ディスクブレーキ、クリオR.S.譲りのステアリングホイール、ESP、6速MTなどである。
2019年10月21日に、メキシコにも上陸した。
2021年末、サンデロR.S.はブラジルの排ガス基準により生産終了となる。

### フェイスリフト
2016年11月のパリモーターショー2016で、改良された新型サンデロが発表された。外装はLEDデイタイムランニングライトと新規設計されたテールライトが装備されている。ダチアはエントリーグレードに1.0 L 直列3気筒ガソリンエンジンを搭載し、古い 1.2 Lユニットを置き換えた。
2019年7月には再びフェイスリフトが発表された。次のモデルイヤーに導入される予定だが、ブラジルで生産されるルノー版のみが対象となる。この改良型では、フロントエンドがわずかに修正され、リアエンドがより大幅に再設計された。フロントは、ラテンアメリカ以外の地域で販売されているフェイスリフトされたルーマニアまたはモロッコで製造されたルノー・サンデロと同じだが、リアエンドは大幅に改良され、リアテールライトがテールゲートまで延長されている。このフェイスリフトと同時に、メキシコ市場では、ステップウェイとサンデロR.S.はハッチバックのルノー・クウィドに置き換えられたため、販売はサンデロのみとなった。

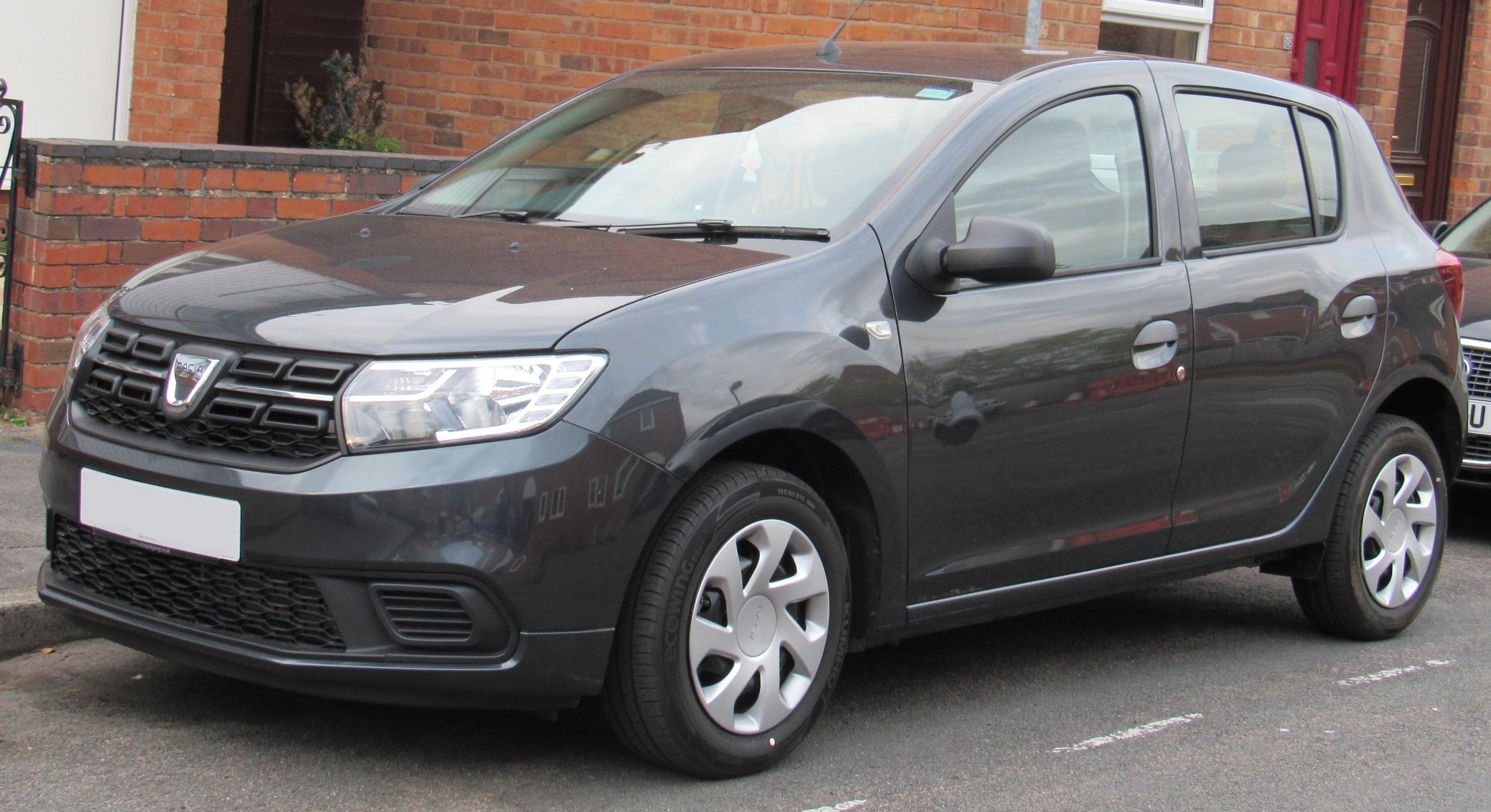
ダチア・サンデロ (2016年改良型・フロント)
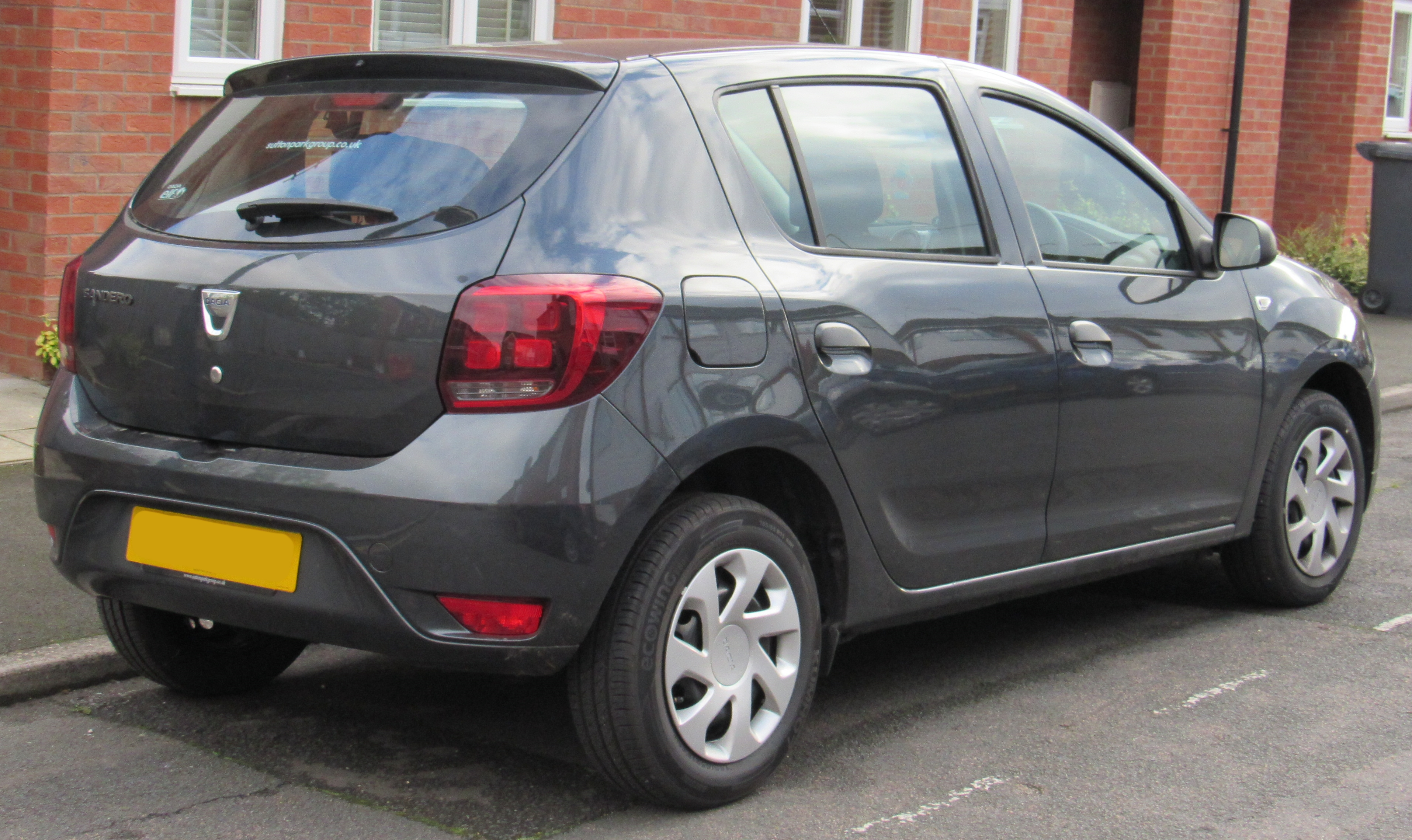
ダチア・サンデロ (2016年改良型・リア)
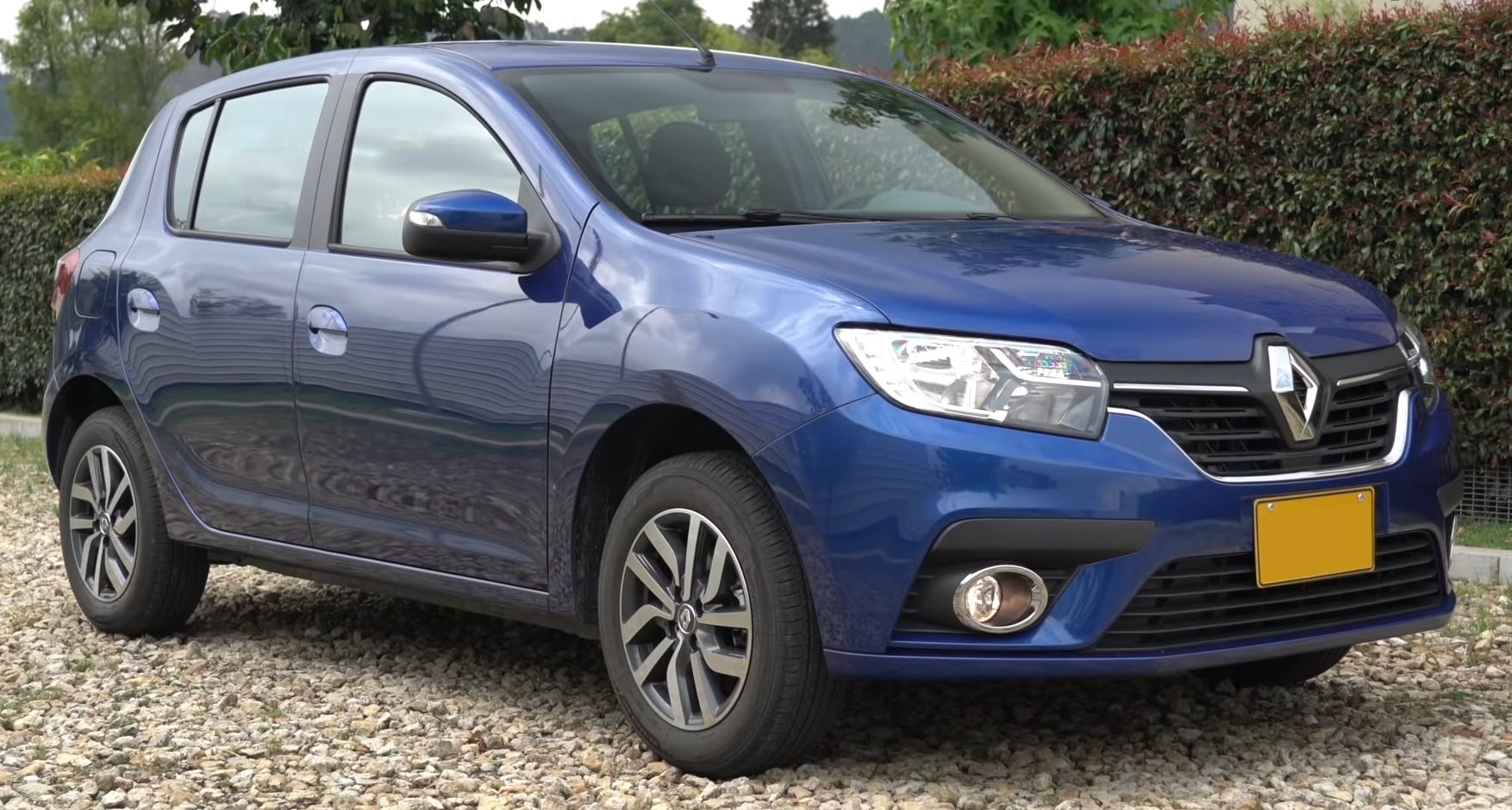
ルノー・サンデロ (ラテンアメリカ仕様, 2019年改良型・フロント)
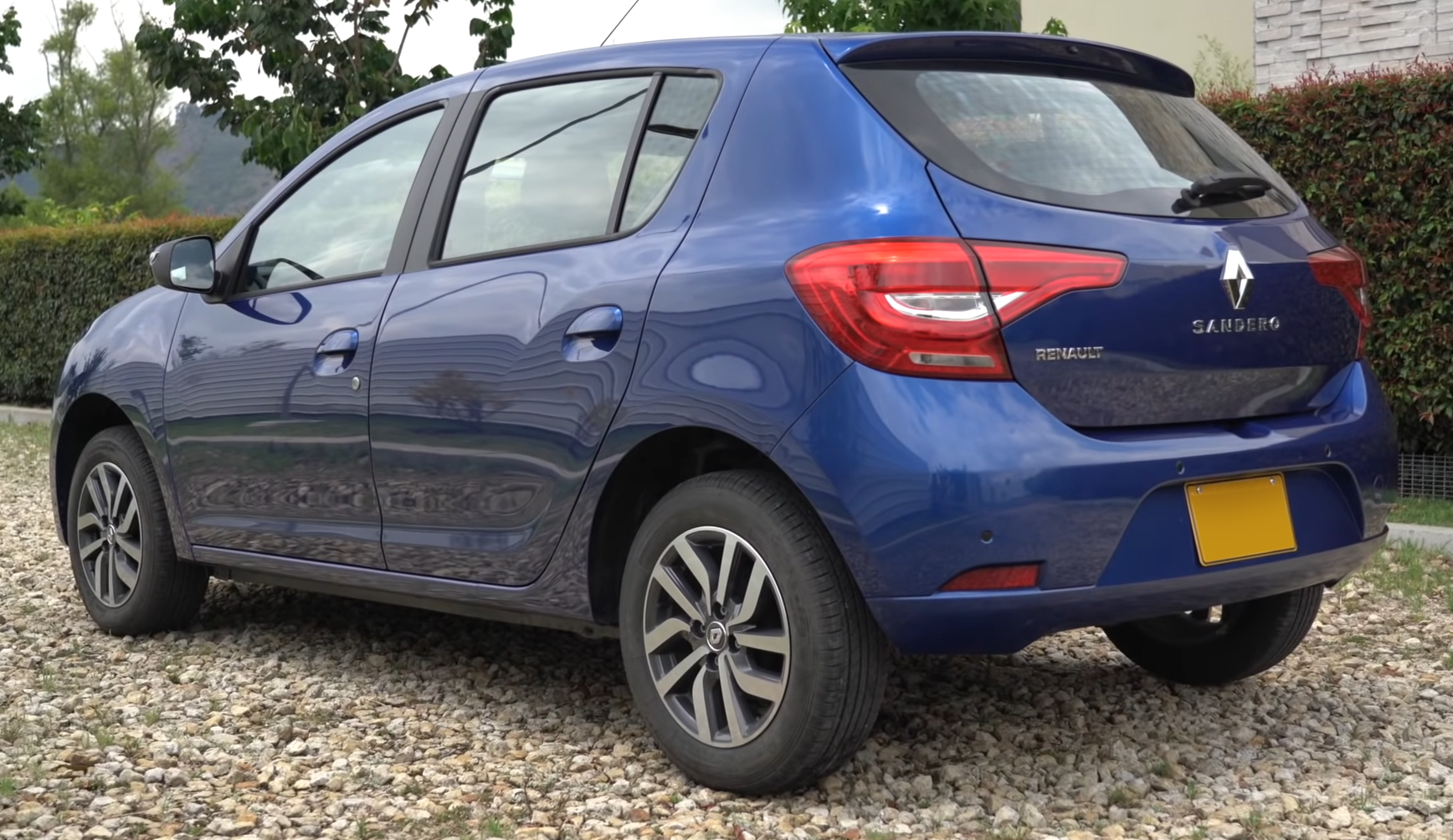
ルノー・サンデロ (ラテンアメリカ仕様, 2019年改良型・リア)
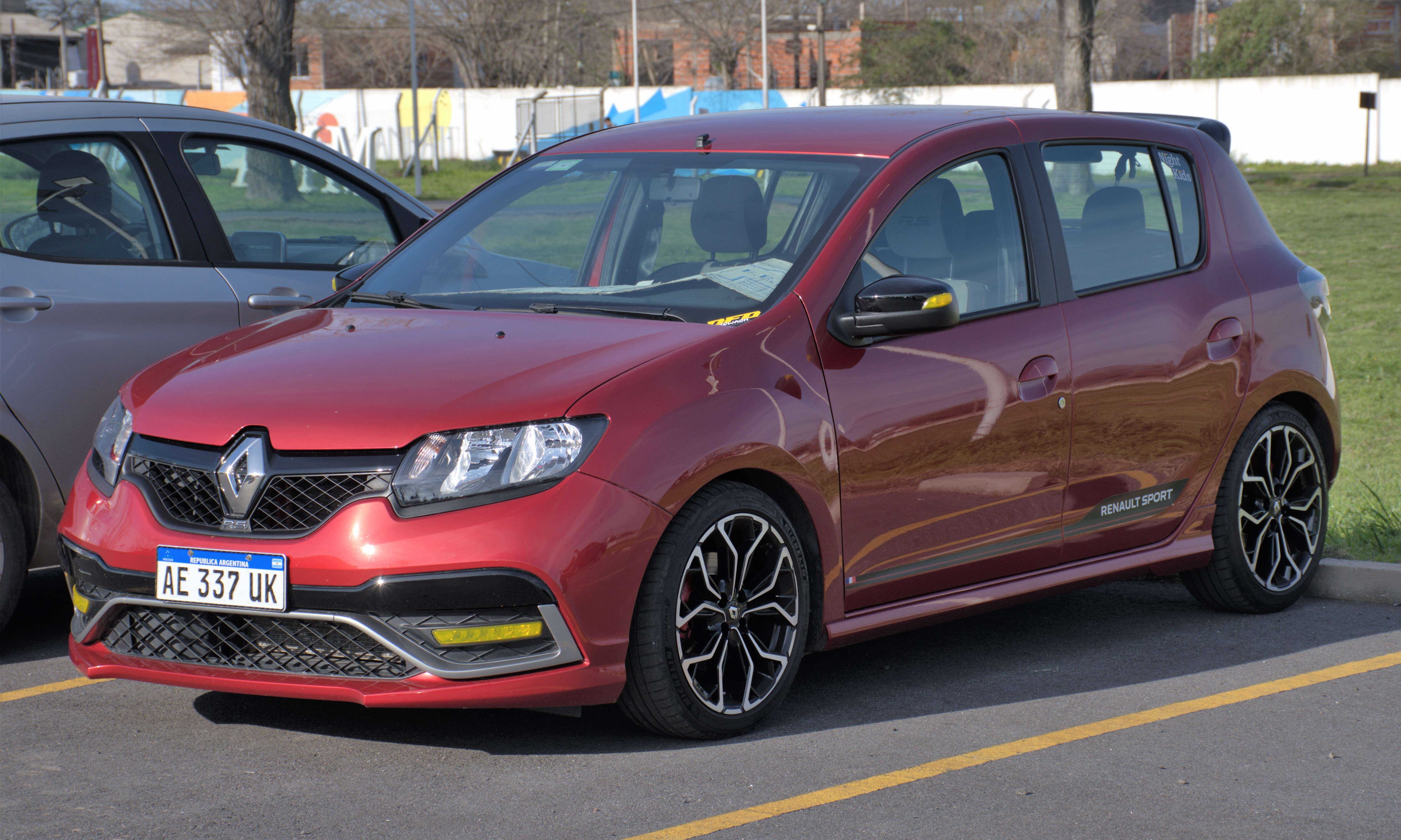
サンデロR.S. 2.0

### 受賞
2013年1月、イギリスの雑誌『What Car?』は第2世代のサンデロを12,000ポンド未満の最優秀スーパーミニとして表彰し、「バーゲン価格で本物のスペースを提供するという点で、本当に新しいながらもコンパクトカーとは違うものを提供する」とコメントした。また、2014年と2015年にも再び受賞した。
オート・エクスプレスはサンデロ・ステップウェイを5点中4点と評価した。

### エンジン
| エンジン           | 型式             | 排気量           | 最高出力                 | 最大トルク                     | 最高速度           | 0–100km/h加速    | 燃費                      | CO2 排出量       |
| ガソリンエンジン   | ガソリンエンジン | ガソリンエンジン | ガソリンエンジン         | ガソリンエンジン               | ガソリンエンジン   | ガソリンエンジン | ガソリンエンジン          | ガソリンエンジン |
| ------------------ | ---------------- | ---------------- | ------------------------ | ------------------------------ | ------------------ | ---------------- | ------------------------- | ---------------- |
| 0.9 12v TCe        | H4Bt 400         | 898 cc           | 90 PS (66 kW) / 5000 rpm | 140 N⋅m (103 lb⋅ft) / 2250 rpm | 173 km/h (107 mph) | 11.8 s           | 4.9 L/100 km (58 mpg‑imp) | 90 g/km          |
| 1.0 12v SCe        | H4D 411          | 998 cc           | 73 PS (54 kW) / 6300 rpm | 97 N⋅m (72 lb⋅ft) / 3500 rpm   | 158 km/h (98 mph)  | 14.2 s           | 5.2 L/100 km (54 mpg‑imp) | 117 g/km         |
| 1.2 16v            | D4F 732          | 1,149 cc         | 75 PS (55 kW) / 5500 rpm | 107 N⋅m (79 lb⋅ft) / 4250 rpm  | 162 km/h (101 mph) | 14.5 s           | 5.9 L/100km (48 mpg‑imp)  | 137 g/km         |
| 1.2 16v LPG        | D4F Bi-Fuel 732  | 1,149 cc         | 72 PS (53 kW) / 5500 rpm | 105 N⋅m (77 lb⋅ft) / 4250 rpm  | 154 km/h (96 mph)  | 15.1 s           | 7.6 L/100km (37 mpg‑imp)  | 120 g/km         |
| ディーゼルエンジン |                  |                  |                          |                                |                    |                  |                           |                  |
| 1.5 dCi 75         | K9K 612          | 1,461 cc         | 75 PS (55 kW) / 4000 rpm | 200 N⋅m (148 lb⋅ft) / 1750 rpm | 159 km/h (99 mph)  | 14.6 s           | 3.9 L/100km (72 mpg‑imp)  | 103 g/km         |
| 1.5 dCi 90         | K9K 612          | 1,461 cc         | 90 PS (66 kW) / 3750 rpm | 220 N⋅m (162 lb⋅ft) / 1750 rpm | 167 km/h (104 mph) | 12.1 s           | 3.9 L/100km (72 mpg‑imp)  | 103 g/km         |

## 3代目 DJF型 (2020年 - )
2020年9月29日、3代目ロガンとともに発売された。この車はCMF-Bプラットフォームの低スペック版をベースにしており、2020年9月7日に発表された。この新型は欧州市場で販売され、現在ルノーブランドで販売されている地域では2代目のまま販売している。この3代目で、ダチアは低価格のイメージから脱却し、モデルの高級化を目指す。
従来のハッチバックには新たに「ストリートウェイ」という名前が付され、クロスオーバーは引き続き「ステップウェイ」と名乗る。
3代目となるサンデロは直列3気筒エンジンのみを搭載する。エントリーレベルのものは、48 kWを発揮する自然吸気1.0 Lと5速MTの組み合わせであり、最上位のグレードには66 kWのターボチャージャー付き1.0 Lが搭載され、6速マニュアルまたはCVTから選択できる。 ECO-G 100 Bi-Fuelと名付けられた、無鉛ガソリンおよび液化石油ガスを燃料とする強力なエンジンは74 kWと6速MTの組み合わせが用意されている。
下位グレードであるESSENTIALには、取り外し可能なスマートフォンをサポートする「メディアコントロール」と呼ばれるモジュラーマルチメディアシステムが搭載され、上位グレードとなるEXPRESSIONには、Android AutoとApple CarPlayをサポートする統合型8インチタッチスクリーンが搭載されている。
電動パワーステアリング、LEDヘッドライト、エマージェンシーブレーキアシスト、ブラインドスポットウォーニング、パークアシスト（前後センサー、リアビューカメラ付）、ヒルスタートアシスト、キーレスエントリー、フロントシートヒーター、デジタルオートエアコンも装備されている。市場に応じて、ディスプレイ、リバースカメラ、電動パーキングブレーキ、自動ワイパー、リモートトランクリリース、電動ガラスサンルーフが標準装備またはオプションとして装備される。
2026年に発売予定の4代目「ダチア・サンデロ」は、初めて電動車となる。

### ステップウェイ
ストリートウェイにはないルーフレールと側面のパネルが特徴。グレードにはストリートウェイに用意されていた2種類に加えて、わずかな専用装備を含むEXTREAMが用意されている。またグレードによっては、ダチア・ジョガーのTCe 110 エンジンも搭載される。

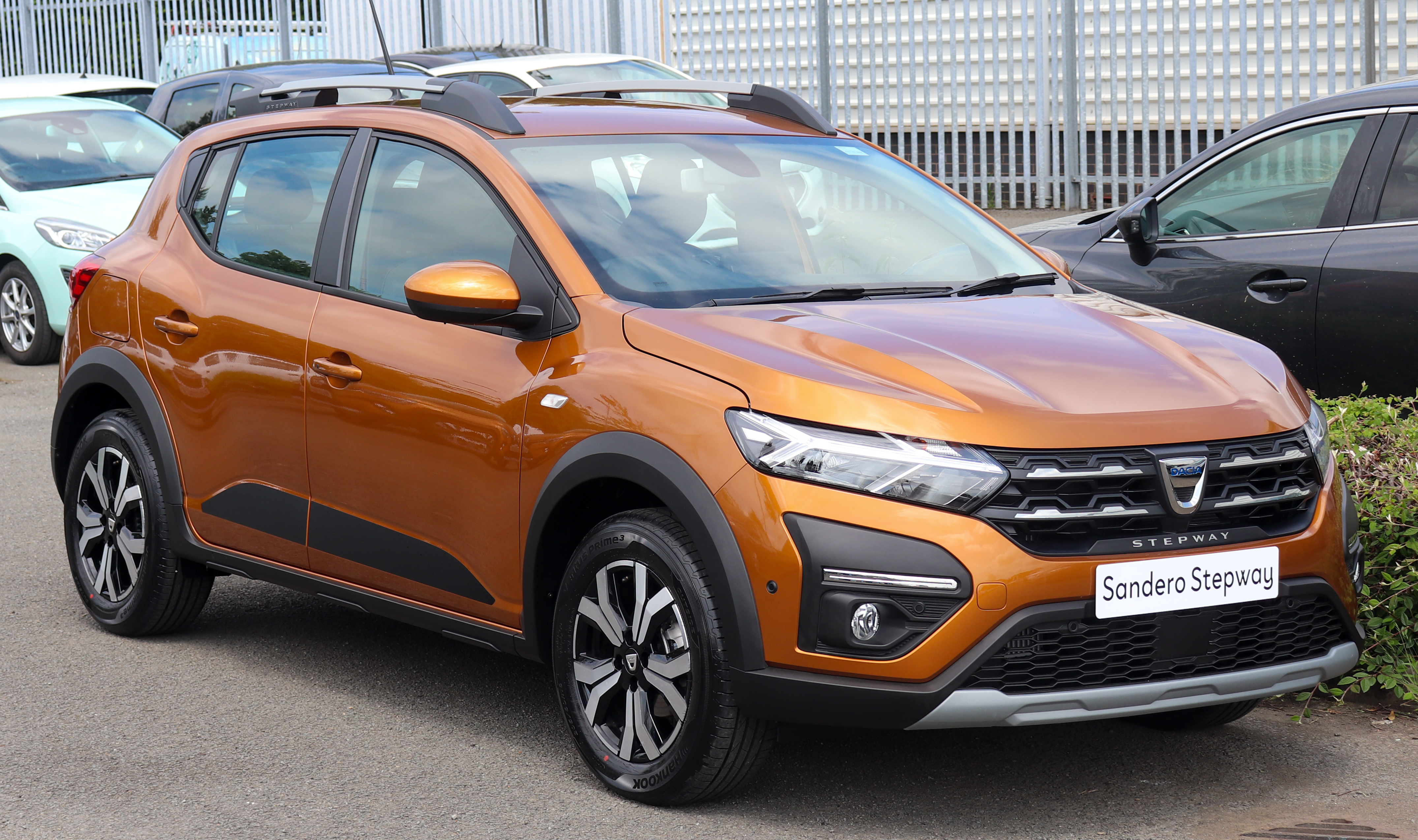
ダチア・サンデロステップウェイ(フェイスリフト前・フロント)
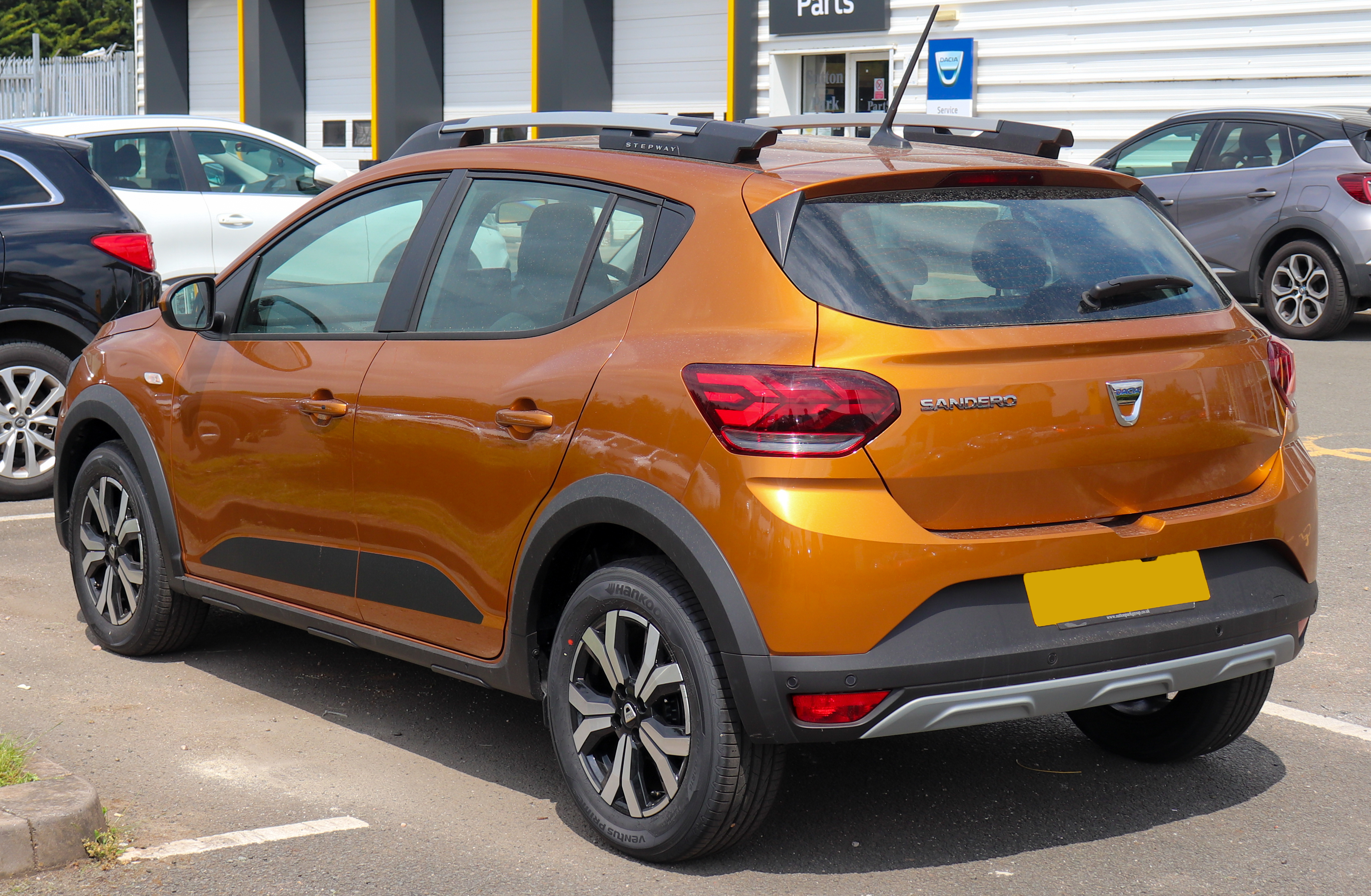
ダチア・サンデロステップウェイ(フェイスリフト前・リア)

### 2022年改良型
2022年6月、サンデロは他のダチアの車種とともに、ブランドの新しいロゴへの変更を含むわずかな変更が行われた。新しいロゴに合わせてグリルが再設計され、ステアリングホイールも若干変更された。

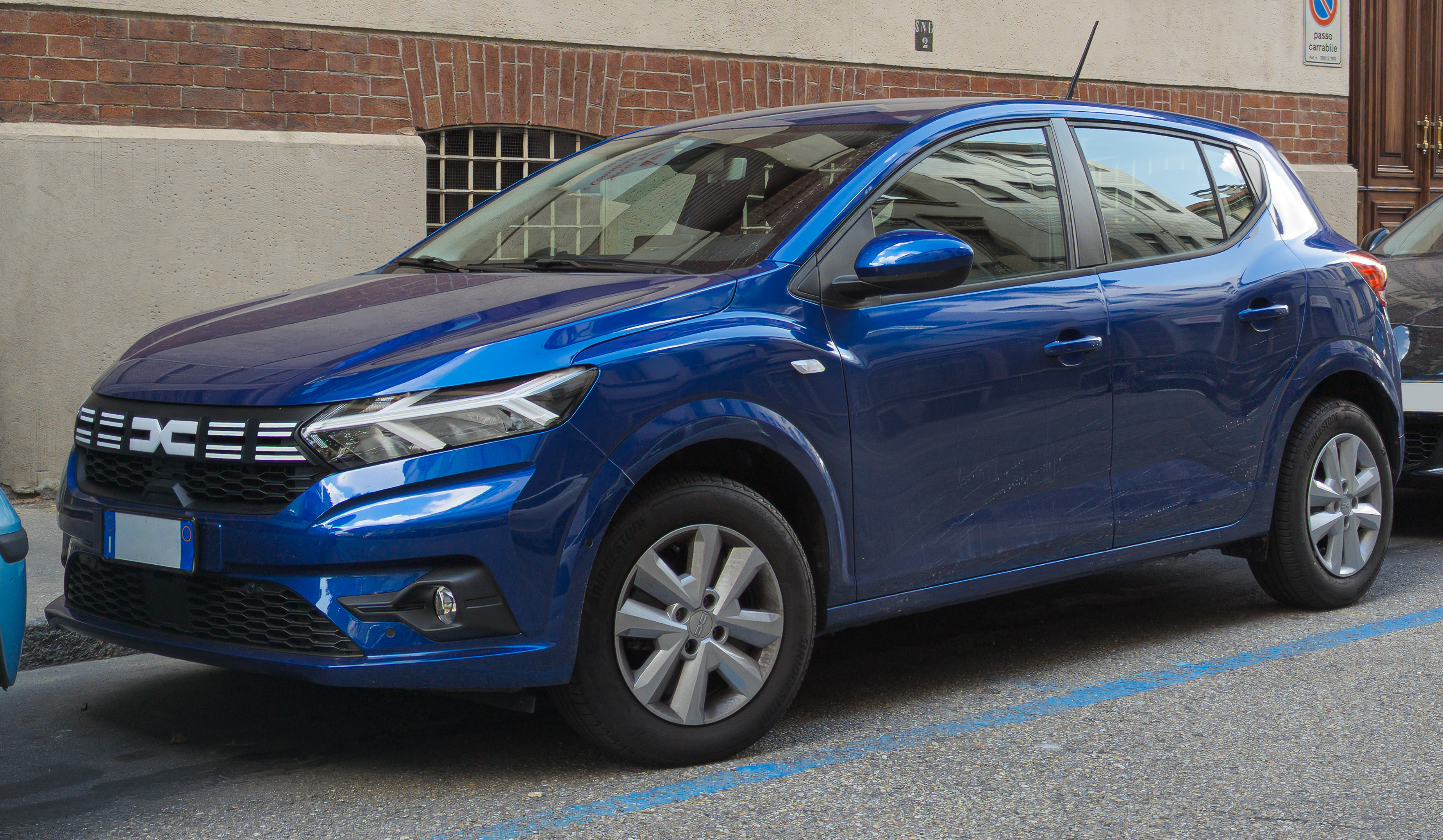
ダチア・サンデロストリートウェイ(2023年改良型・フロント)
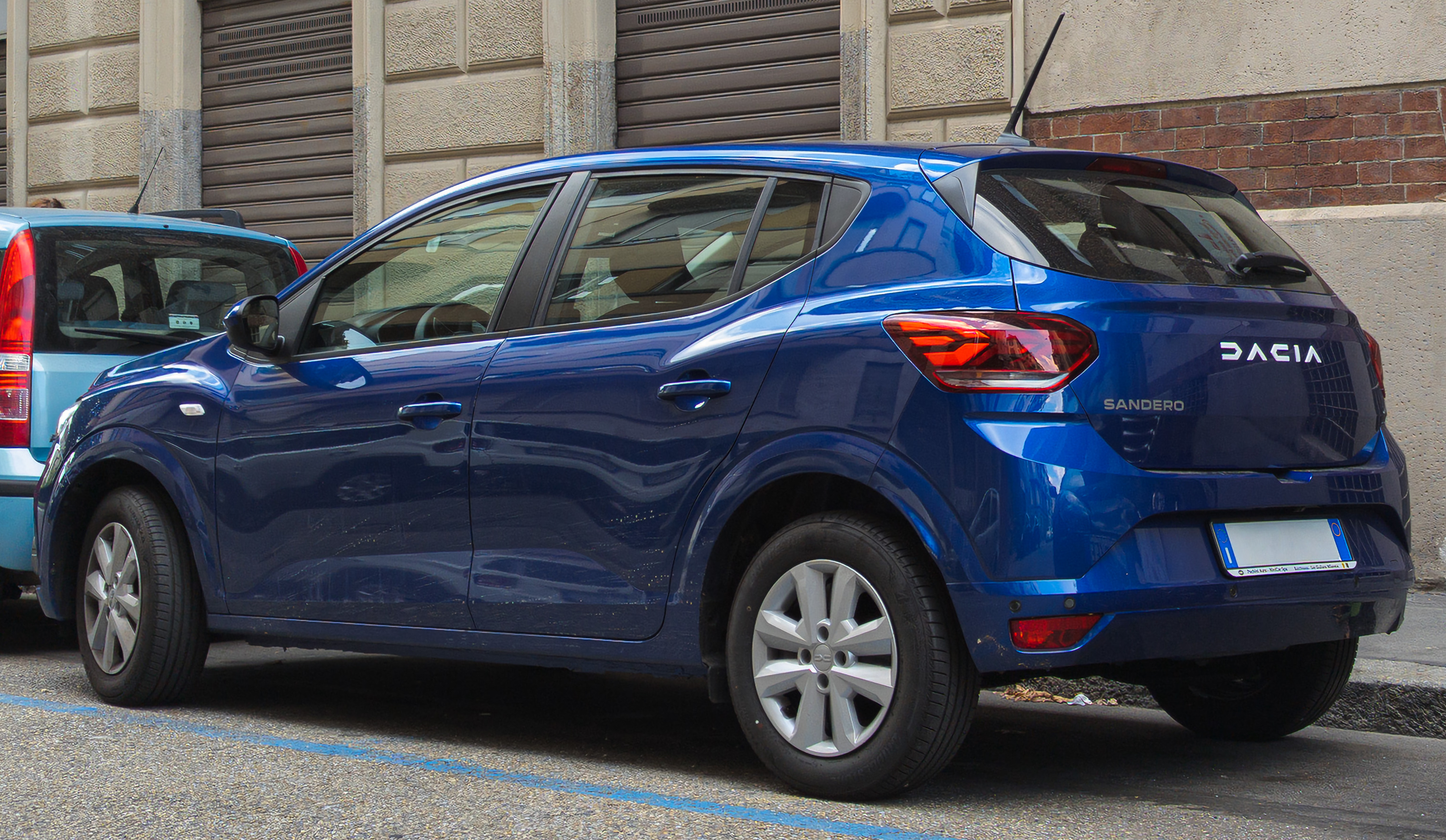
ダチア・サンデロストリートウェイ(2023年改良型・リア)
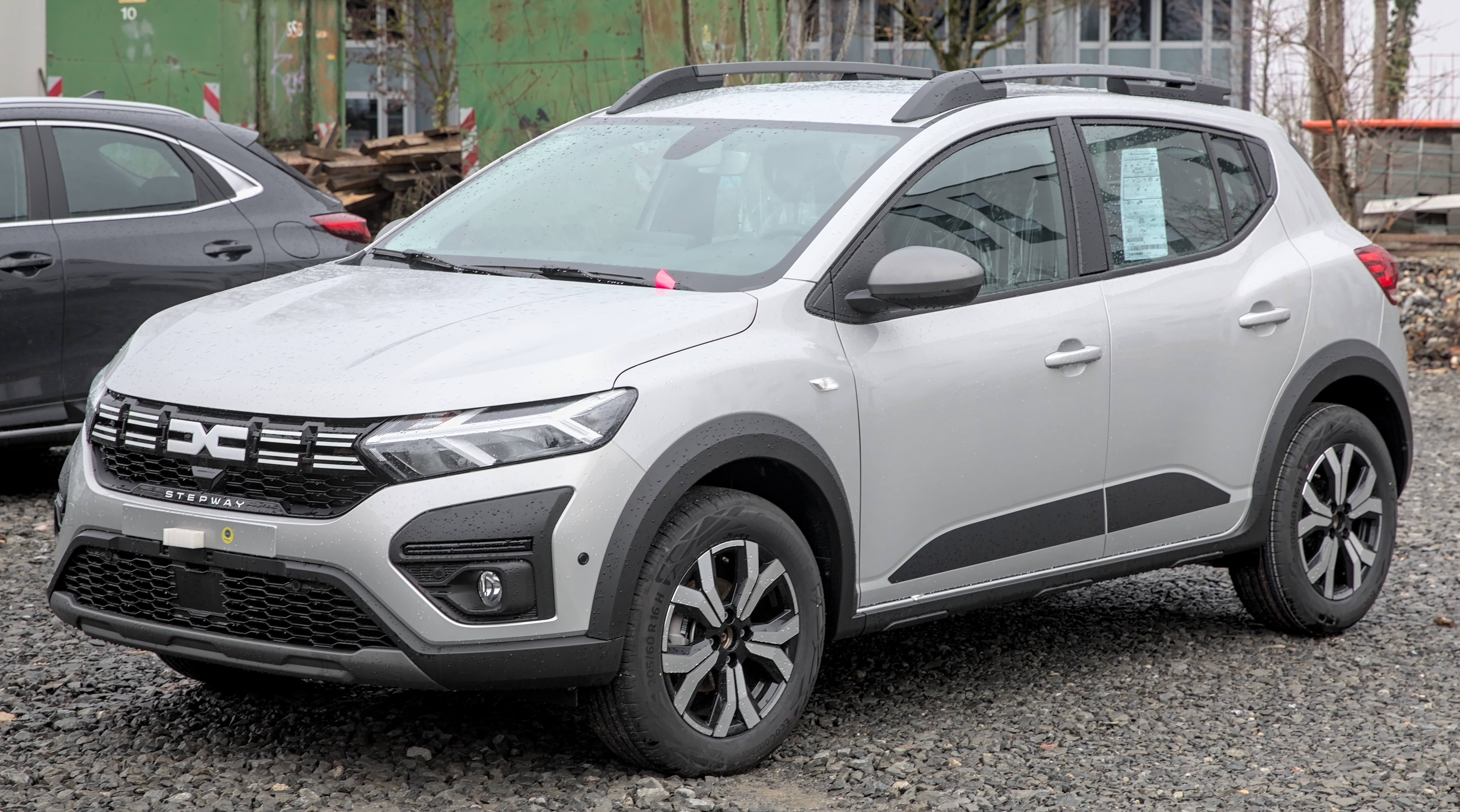
ダチア・サンデロステップウェイ(2023年改良型・フロント)
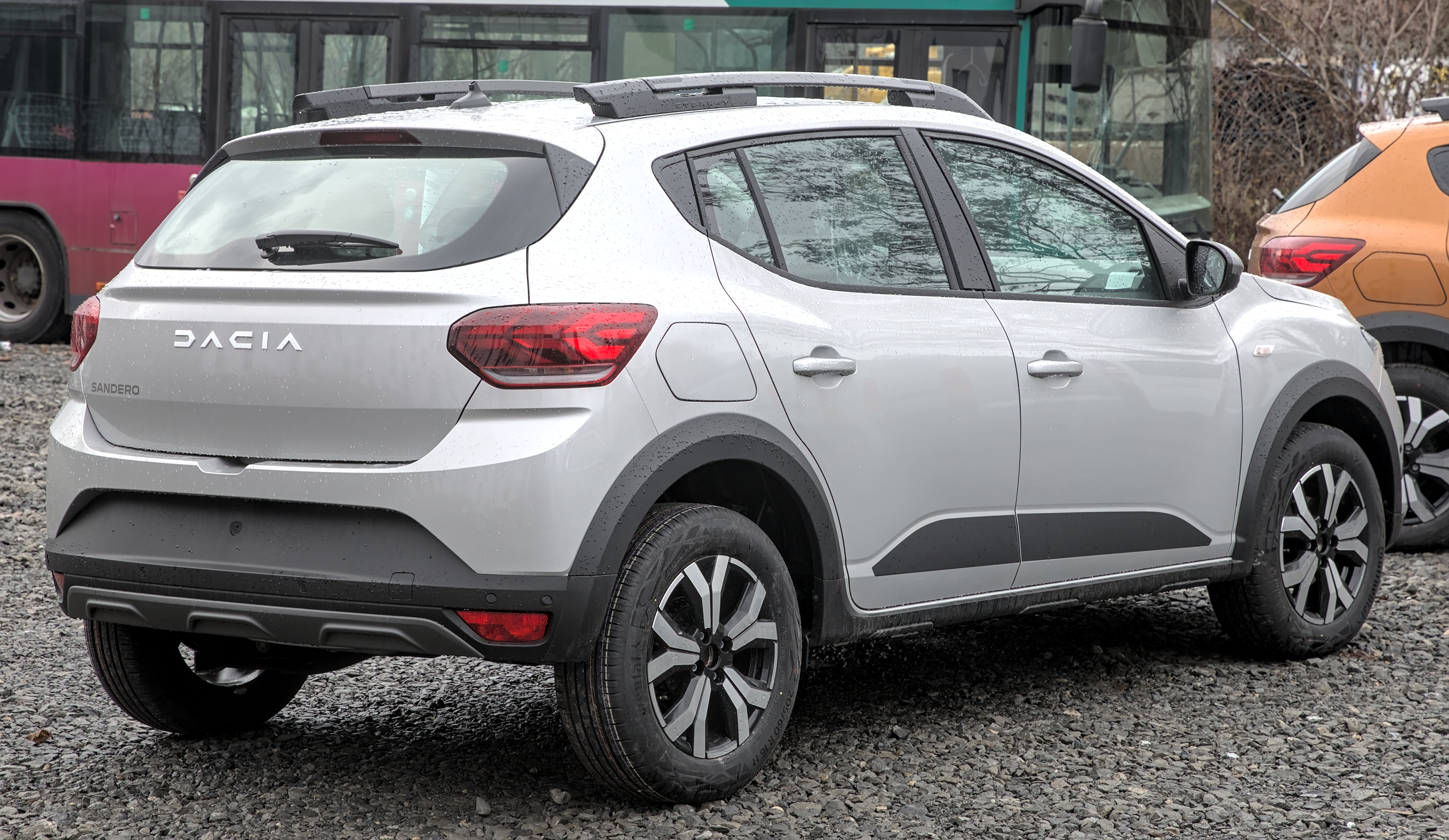
ダチア・サンデロステップウェイ(2023年改良型・リア)

### エンジン
| エンジン            | 型式             | 排気量           | 最高出力                  | 最大トルク                     | 最高速度                   | 0–100 km/h加速   | 燃費                      | CO2排出量        |
| ガソリンエンジン    | ガソリンエンジン | ガソリンエンジン | ガソリンエンジン          | ガソリンエンジン               | ガソリンエンジン           | ガソリンエンジン | ガソリンエンジン          | ガソリンエンジン |
| ------------------- | ---------------- | ---------------- | ------------------------- | ------------------------------ | -------------------------- | ---------------- | ------------------------- | ---------------- |
| SCe 65 FAP          | B4D              | 999 cc           | 65 hp (48 kW) / 6300 rpm  | 95 N⋅m (70 lb⋅ft) / 3600 rpm   | 158 km/h (98 mph)          | 16.7 s           | 5.4 L/100 km (52 mpg‑imp) | 121 g/km         |
| TCe 90 FAP          | H4Dt             | 999 cc           | 90 hp (66 kW) / 4600 rpm  | 160 N⋅m (118 lb⋅ft) / 2100 rpm | 172–178 km/h (107–111 mph) | 11.7–12 s        | 5.3 L/100km (53 mpg‑imp)  | 120–127 g/km     |
| TCe 90 CVT FAP      | H4Dt             | 999 cc           | 90 hp (66 kW) / 4500 rpm  | 142 N⋅m (105 lb⋅ft) / 1750 rpm | 163–169 km/h (101–105 mph) | 13.4–14.2 s      | 5.8 L/100km (49 mpg‑imp)  | 132–140 g/km     |
| ガソリンLPGエンジン |                  |                  |                           |                                |                            |                  |                           |                  |
| ECO-G 100 Bi-Fuel   | H4Dt             | 999 cc           | 100 hp (74 kW) / 5000 rpm | 170 N⋅m (125 lb⋅ft) / 2000 rpm | 177–183 km/h (110–114 mph) | 11.6–11.9 s      | 7.1 L/100km (40 mpg‑imp)  | 109–115 g/km     |

### ルノー・サンデロ
サンデロはロガンとともに2022年にロシアで発売される予定だったが、ウクライナ戦争が続いているため完成することはなかった。しかし、一部の偽装されたプロトタイプはモスクワの旧ルノー工場（現在の復活したモスクヴィッチ）で撮影された。